# Morbihan
Pour les articles homonymes, voir Morbihan (homonymie).
Le Morbihan (/mɔʁ.bi.(j)ɑ̃/  ; en breton : Mor-Bihan /ˈmoːʁ ˈbi(h)ãn/) est un département français situé en région Bretagne, qui doit son nom au golfe du Morbihan.
Il correspond pour l'essentiel au royaume, devenu comté puis baillie, de Broërec et plus anciennement à la cité des Vénètes.
L'Insee et La Poste lui attribuent le code 56. Sa préfecture est Vannes.

## Histoire
Le département a été créé à la Révolution française, le 4 mars 1790 en application du décret du 22 décembre 1789, à partir d'une partie de l'ancienne province de Bretagne : il est édifié pour les 4/5es de son étendue sur les terres de l'ancien diocèse de Vannes fondé au Ve siècle (moins deux petites parties au nord, une autre à l'est et une dernière à l'ouest), de l'extrême est de la Cornouaille, du sud de l'évêché de Saint-Brieuc, du sud-ouest de l'évêché de Saint-Malo et du nord-ouest de l'évêché de Nantes.
Il est créé à partir de la circonscription du présidial de Vannes à laquelle on a retranché la sénéchaussée de Quimperlé et la moitié nord de celle de Ploërmel et ajouté la sénéchaussée de Gourin (à peu près).
Les communes de la Cornouaille morbihannaise (l’ancienne sénéchaussée de Gourin) qui n'avaient pas choisi d'être annexées au département du Morbihan ont régulièrement réclamé de rejoindre le Finistère, sans succès. Des pétitions circuleront à plusieurs reprises, mais seule la commune de Locunolé réussira à obtenir gain de cause en 1847.

Carte du département (1790).

Les concepteurs des départements ont choisi de ne pas reprendre les noms portés par les circonscriptions antérieures pour en éradiquer les identités, cultures et particularismes, afin qu'il n'y ait plus ni Angevin, ni Corses, ni Alsaciens, ni Breton, etc., mais seulement des Français. Les noms des départements sont choisis à partir de particularités géographiques, notamment des noms de fleuves, de mers ou de montagnes. On songea à nommer ce département « les Côtes du sud », par opposition aux Côtes-du-Nord, mais la présence de plusieurs golfes appelés mor bihan (« petite mer » en français) par les habitants, à Gâvres et au sud de Vannes, lui a fait préférer ce vocable géographique.
De 1791 à 1793, les neuf districts (Auray, Le Faouët, Hennebont, Josselin, Pontivy, Ploërmel, La Roche-Bernard, Rochefort et Vannes) du département du Morbihan fournirent quatre bataillons de volontaires nationaux.
Les 1er et 2e bataillons de volontaires du Morbihan furent envoyés pour combattre la révolution haïtienne et participèrent à la bataille du Cap-Français.
Le département du Morbihan fait partie en 1919 de la Ve région économique ou région de Nantes (départements 37-44-49-53-56-72-85), mais aussi de la région touristique de Bretagne (22-29-35-56). Plus tard, le Morbihan fait partie des régions « Bretagne » créées successivement en 1941, 1944 et 1956-72-88 (l'actuelle région Bretagne) et regroupant les départements du Finistère, des Côtes-d'Armor et d'Ille-et-Vilaine.

## Étymologie
Le nom du département vient de Mor-Bihan, nom breton, signifiant « Petite Mer » (le golfe du Morbihan), par opposition à mor braz, « grande mer », qui désigne localement la baie située entre Quiberon et Le Croisic. La transposition en français a pour conséquence le retrait du trait d'union, pour ne former finalement qu'un mot. Cette étymologie a conduit certains à estimer que le Morbihan serait le seul département de France métropolitaine dont le nom proviendrait entièrement d'une langue régionale. Toutefois, le département de Vaucluse est dans le même cas.

## Emblèmes

### Logotype

Logo du conseil général avant 2007
Logo du conseil départemental entre 2007 et 2022.
Logo du conseil départemental depuis 2022.

De 2007 à 2022, le logo du conseil départemental du Morbihan est constitué d’un rectangle bleu foncé qui évoque le cadre institutionnel. Une lettre « M » stylisée bleu clair (couleur symbolisant la mer et toute la vie qui lui est associée) brochant sur le tout est surchargée d'un disque orange qui représente le soleil. Cette lettre est accompagnée d'une « virgule » de couleur vert anis brochant sur la droite du rectangle et qui symbolise l’intérieur des terres (la campagne verdoyante) et du fait de son graphisme et sa couleur vive, le dynamisme (culturel, économique, social, etc.). Le nom du département apparaît en lettres blanches en bas du rectangle et l'institution départementale en lettres bleues en dessous.
Le précédent logo comportait les mêmes éléments disposés de façon légèrement différente et avec des couleurs plus vives : le soleil était jaune pur et la virgule rouge vif.
En octobre 2022, le Département fait évoluer son identité visuelle en modifiant son logotype et la charte graphique de la collectivité. S'inspirant du blason du Morbihan (voir ci-dessous), le nouveau logo est composé d'une hermine, symbole héraldique breton déjà présent sur les logos des départements voisins d'Ille-et-Vilaine et du Finistère, et de trois vagues bleues évoquant l'origine du nom du département, la mer ainsi que la vie qui lui est associée.

### Proposition de blason
| Blason | Blasonnement : « Coupé ondé d'hermine et d'azur formant une vague ». Commentaires : Armoiries proposées par Robert Louis. |

## Géographie

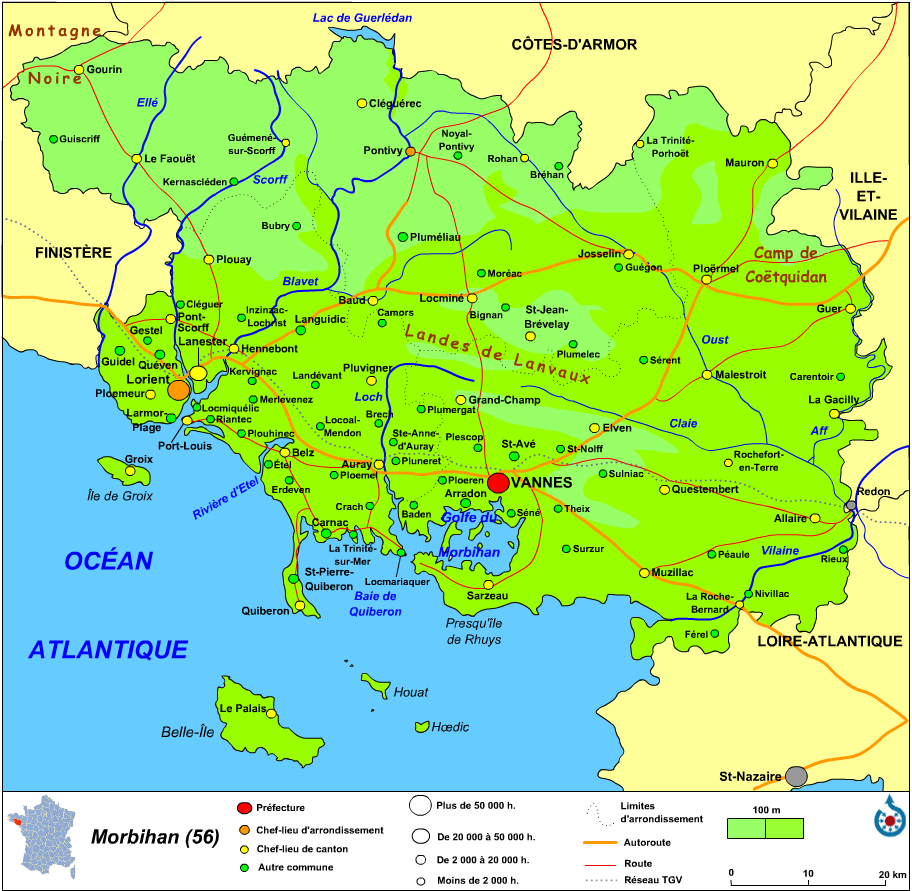

Le Morbihan vu de l'espace (image satellite).

### Situation
Le Morbihan fait partie de la région Bretagne. Il est limitrophe des départements du Finistère à l'ouest, des Côtes-d'Armor au nord, d'Ille-et-Vilaine à l'est et de la Loire-Atlantique au sud-est, et bordé par l'océan Atlantique. Sa superficie est de 6 823 km2 pour 905 km de côtes.
L'espace morbihannais couvre un peu plus d'un dixième de la superficie du Massif armoricain. La superficie totale du département est de 682 300 hectares, dont 111 500 hectares boisés, soit plus de 16 % du territoire. Le Morbihan affecte la forme un quadrilatère dont l'axe principal, de direction nord/nord-est - sud/sud-ouest, mesure près de 135 km, tandis que, des crêtes des montagnes Noires jusqu'à la mer, la distance n'est, à vol d'oiseau, que de 80 km. 

### Relief
Pour ce qui concerne le relief du département, le Morbihan est très plat sur le littoral en contradiction avec le reste de la Bretagne mais assez vallonné dans l'arrière-pays ouest (landes de Lanvaux, montagnes Noires proches de Gourin…). Son point culminant se situe au nord-est de Gourin, c'est le mont Saint-Joseph (297 mètres) dans les montagnes Noires.

### Géologie

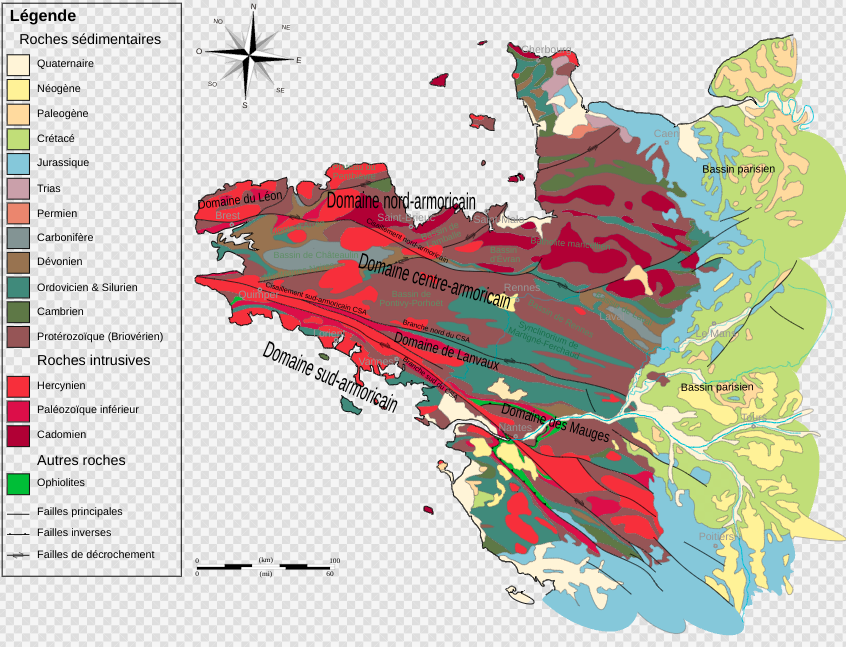
Carte géologique simplifiée du Massif armoricain.

Le département est situé au cœur du domaine centre et sud armoricain, unités géologiques du Massif armoricain qui correspondent à une structure s'allongeant sensiblement en direction W-E, depuis la presqu'île de Crozon jusqu'au bassin de Laval pour le domaine médio-armoricain, du cap Sizun jusqu'à la Vendée pour le domaine sud armoricain. 
Le territoire est marqué par une alternance de lignes de crêtes et de vallées parallèles à la côte. Orientées nord-ouest/sud-est (direction armoricaine caractéristique de l'orogenèse varisque), ces zones déterminent deux domaines de part et d'autre du cisaillement sud-armoricain CSA (décrochement dextre dont le rejet horizontal atteindrait 500 km). Ce décrochement, appelé aussi « zone broyée sud-armoricaine », est un témoin de la tectonique tangentielle varisque qui forme un couloir de failles hercyniennes courant de la pointe du Raz à la Loire d'orientation NW-SE (N120). Au nord du CSA, les plateaux d'une altitude moyenne de 150 m correspondent à des reliefs typiques de bassins versants de rivières dont les vallées forment des éventails. Ces plateaux correspondent à des granitoïdes de collision, post-épaississement du complexe plutonique de Pontivy-Rostrenen et plus précisément du massif granitique de Pontivy à deux micas (biotite et muscovite) qui affleure au sud-ouest de l'ensellement micaschisteux de Guémené. Ils correspondent plus à l'ouest à un bassin sédimentaire principalement constitué de schistes briovériens (sédiments détritiques essentiellement silto-gréseux issus de l'érosion du segment occidental de la chaîne cadomienne, accumulés sur plus de 15 000 m d'épaisseur et métamorphisés), formant un socle pénéplané sur lequel repose en discordance, dans sa partie orientale, des formations paléozoïques sédimentaires. Ces formations sont déposées dans ce bassin marqué par une forte subsidence, puis sont déformées lors de l'orogenèse varisque (plis d'orientation préférentielle N 110° et plusieurs familles de failles d'orientations différentes). Au sud du CSA, le décrochement a guidé la mise en place d'une bande de leucogranites, écrasant le flanc nord de l'anticlinal de Cornouaille (terme de Jean-Pascal Cogné en 1960, désignant la région comprise entre la pointe du Raz et Nantes) constitué de migmatites, de granites d'anatexie, ces structures formant les bas plateaux littoraux méridionaux. Les témoins géologiques de la collision de la microplaque Armorica au nord et du bloc continental Gondwana au sud, séparés initialement par l'océan Médio-Européen, sont les granites d'anatexie (indices d'une subduction) puis les leucogranites et les gneiss, indices d'une collision de type himalayenne (l'épaississement crustal varisque lié à l'écaillage de Gondwana, s'accompagne en profondeur de métamorphisme et de la fusion de la croûte continentale à l'origine de plutons leucogranitiques).
Le Massif armoricain auquel appartient le Morbihan a subi depuis le passage Plio-Pléistocène (2,6 Ma) un basculement vers le sud qui a provoqué le soulèvement de sa marge nord et un effondrement relatif de sa marge sud dont le relief, étagé en gradins, descend progressivement vers l'Atlantique. Cette retombée méridionale cornouaillo-morbihannaise se traduit au niveau géomorphologique par une série de horsts et grabens, et surtout de blocs monoclinaux basculés vers le continent qui s'achèvent vers la mer par des escarpements de failles, selon un « maillage de dislocations assujetties à celles du tréfonds armoricain », cette tectonique en distension étant peut-être en relation avec l'ouverture du golfe de Gascogne.

### Paysages
Les plus grandes forêts se situent au nord du département (Paimpont, Lanouée, Quénécan…) et en son centre : les landes de Lanvaux (Bois de Saint-Bily, forêts domaniales de Camors, de Floranges, de Pontcallec…). Jusqu'au Moyen Âge, les forêts, comme partout en Bretagne, étaient bien plus étendues : la mythique forêt de Brocéliande s'est réduite comme une peau de chagrin pour ne laisser qu'une infime partie, Paimpont ; la forêt de Rhuys, où les ducs aimaient à chasser, a entièrement disparu. Le Morbihan est, de fait, le département breton le plus boisé (suivi d'assez loin par les Côtes-d'Armor avec près de 12 %).
Quant à la surface agricole utilisée, elle représente 57 % du territoire, c'est-à-dire que le Morbihan est le département de la Bretagne le moins exploité pour l'agriculture en termes de surface (l'Ille-et-Vilaine est le premier avec 76 % de la surface).

### Littoral

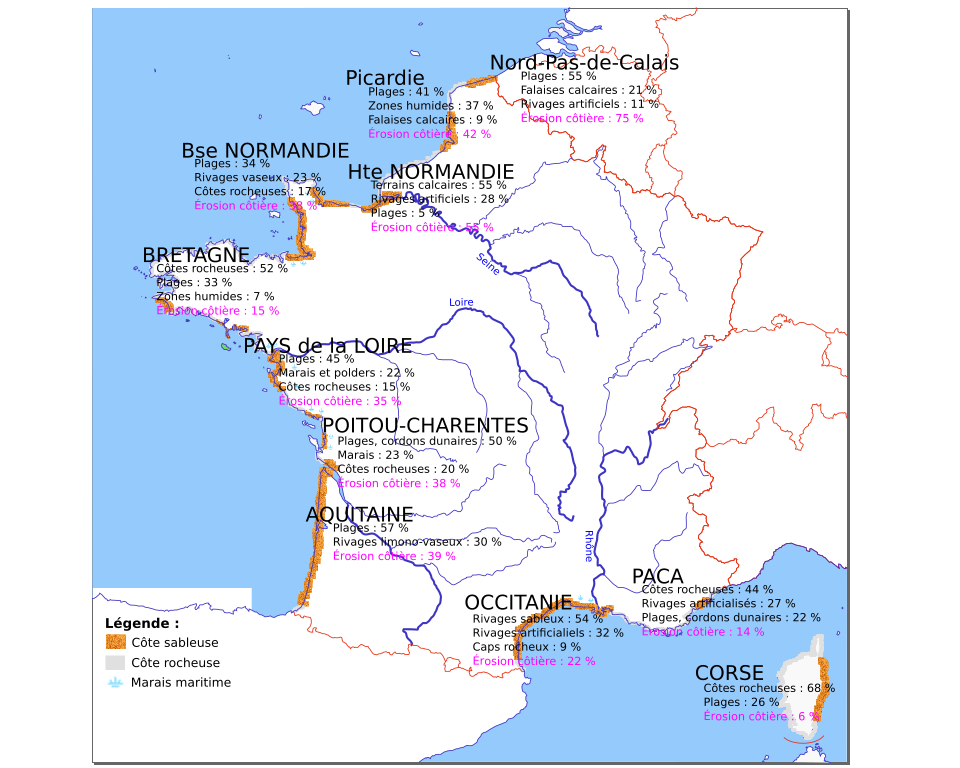
La répartition de la géomorphologie sur les 1040 km de côtes morbihannaises est : 47, 6 % de côtes vaseuses (rias, estuaires), 26 % de côtes rocheuses, 16,7 % de côtes sableuses et 9,7 % de côtes anthropisées.

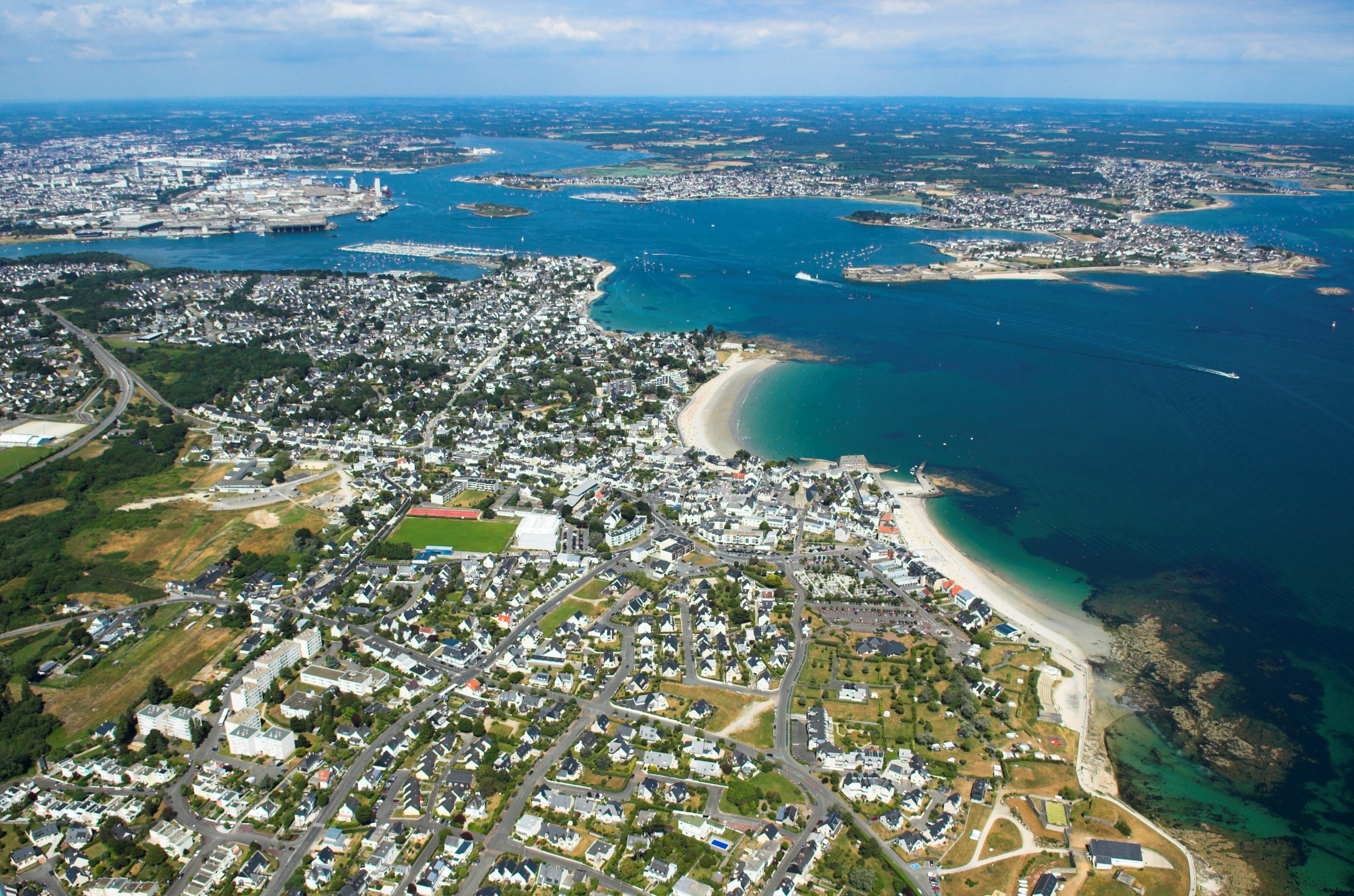
Standardisation de la côte morbihannaise en raison de l'urbanisation littorale qui, du fait de la croissance conjointe de l'habitat principal et de l'habitat secondaire ainsi que de l'extension des communes littorales vers l'intérieur, engendre un mitage pavillonnaire.

Le littoral du Morbihan est particulièrement découpé : avec les îles, la longueur des côtes affiche 800 km (deuxième de Bretagne après le Finistère) alors que la distance à vol d'oiseau entre les estuaires de la Laïta et de la Vilaine (qui représentent les frontières naturelles est et ouest du département) n'est que de 150 km.
Le golfe qui a donné son nom au département contient une cinquantaine d'îles, dont deux forment communes : l'île d'Arz et l'île aux Moines.
Hors du golfe du Morbihan, il y a quatre îles habitées :
- trois au sud-ouest de la baie de Quiberon dans le Mor Braz :
  - Houat,
  - Hoëdic,
  - Belle-Île-en-Mer (la plus grande des îles bretonnes : 8 560 hectares) ;
- une en face de Lorient, Groix (1 450 hectares).

Comme ailleurs en Bretagne, les marées remplissent et vident les estuaires de fleuves – grands et petits – appelés localement en français rivières. C'est l'équivalent des abers du Léon et de ce que les géographes dénomment ria : ria d'Étel, ria de Pénerf.

Paysages du Morbihan :
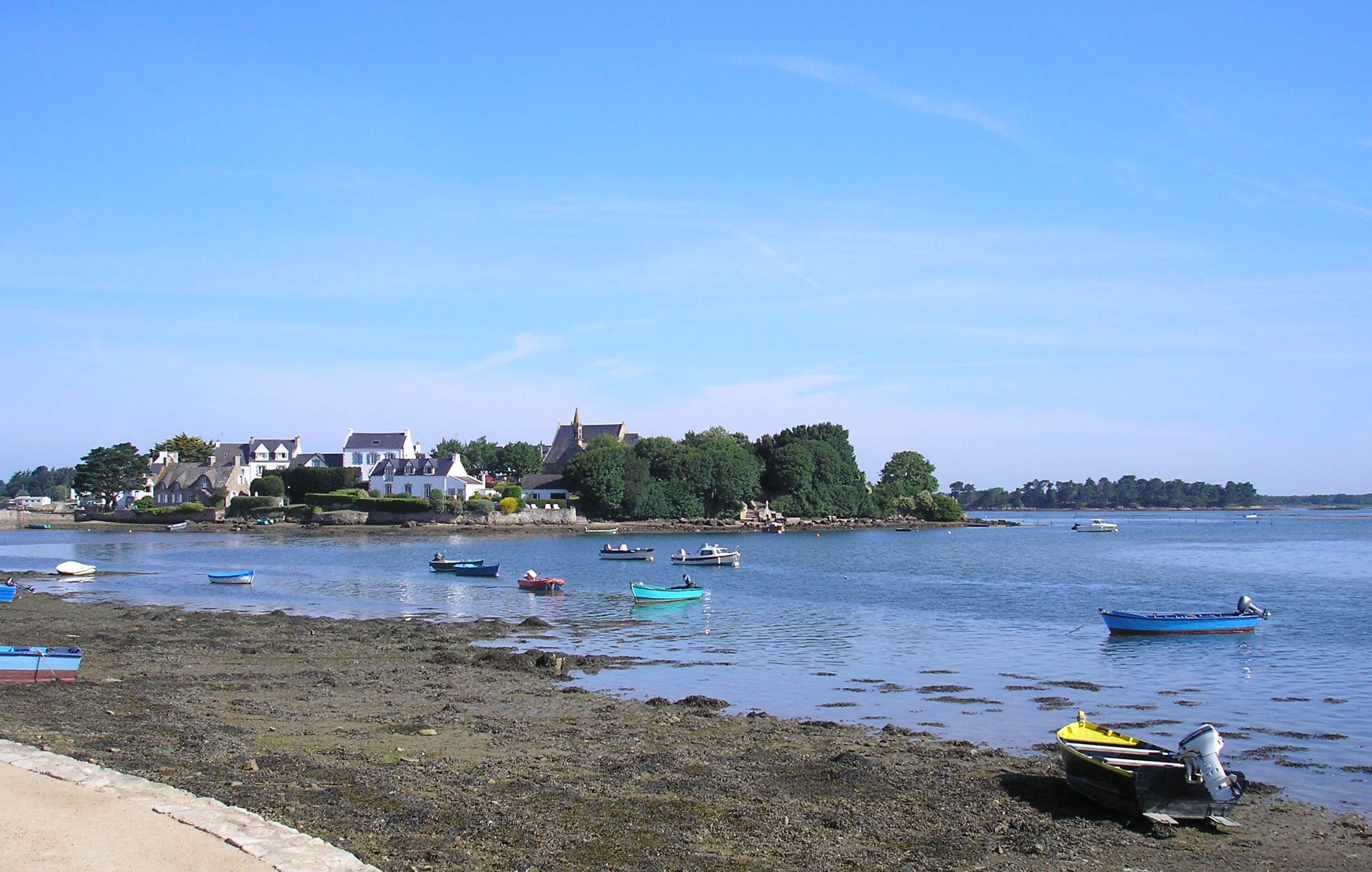
L'île de Saint-Cado et la rivière d'Étel, vers le sud.
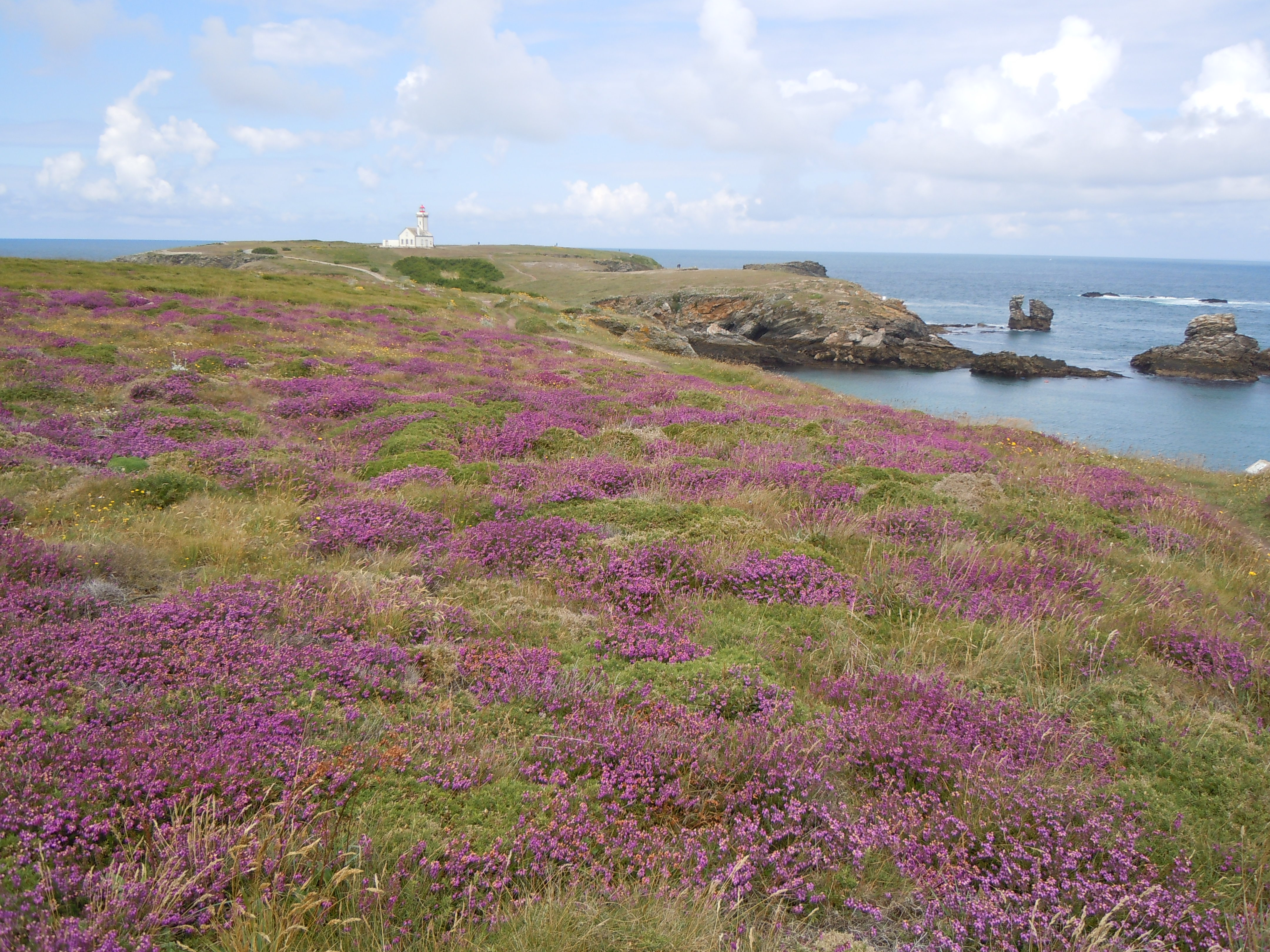
Bruyères à la pointe des Poulains - Belle-Île-en-Mer tout au sud.
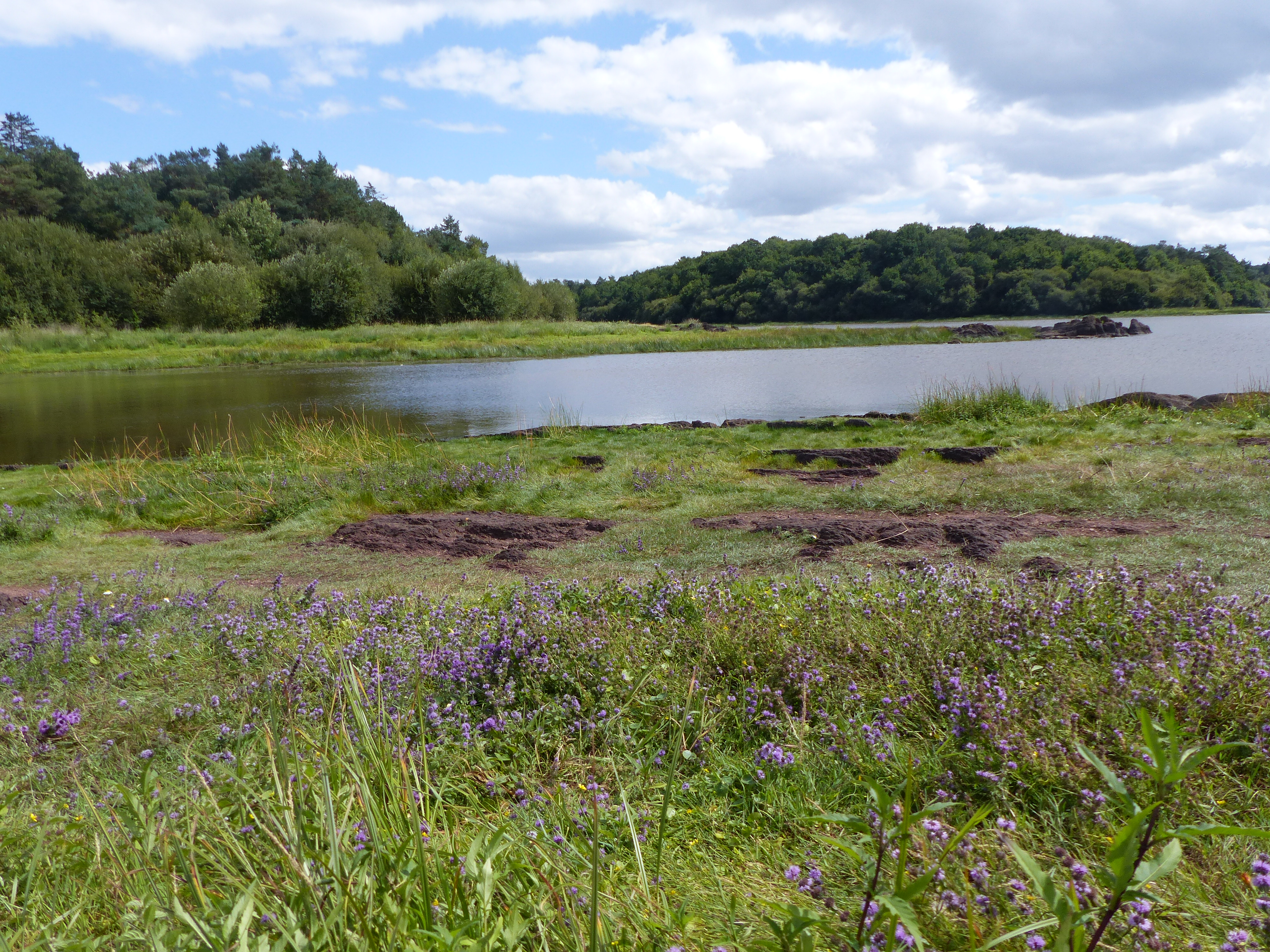
L'étang de Comper, au nord-ouest.
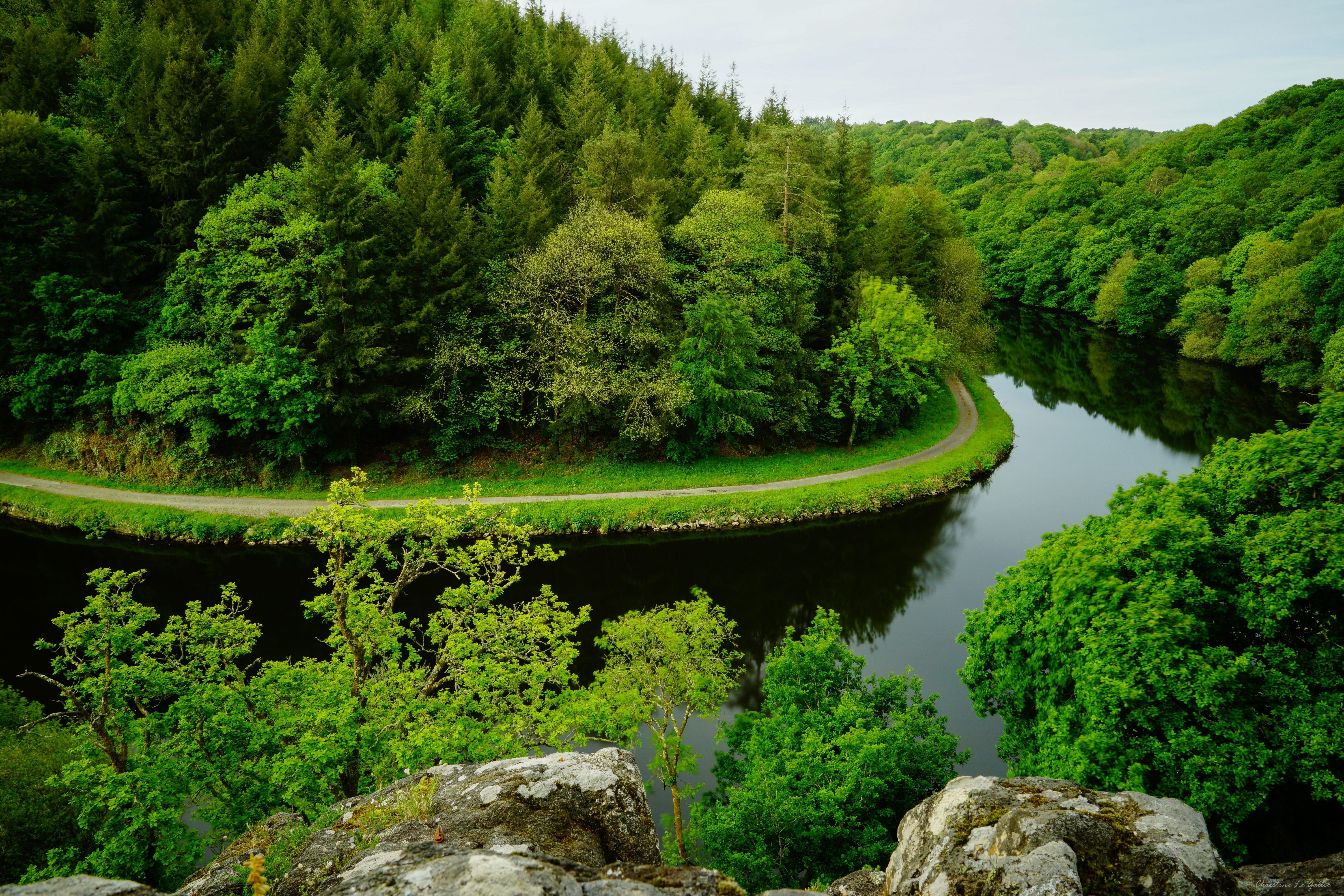
La vallée du Blavet à Languidic, dans l'ouest.

## Climat
- > 1 300 mm
- 1 200 à 1 300 mm
- 1 100 à 1 200 mm
- 1 000 à 1 100 mm
- 900 à 1 000 mm

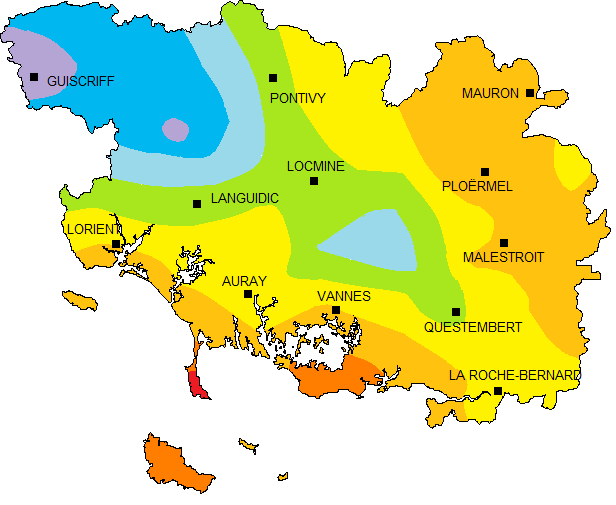
Carte des précipitations annuelles dans le Morbihan (moyenne sur la période 1997-2006)
> 1300 mm
1200 à 1300 mm
1100 à 1200 mm
1000 à 1100 mm
900 à 1000 mm
800 à 900 mm
700 à 800 mm
< 700 mm

Le climat est de type tempéré océanique, marqué par l'influence du Gulf Stream et des perturbations atlantiques. Il se caractérise par sa douceur aussi bien en hiver qu'en été. En été, la chaleur reste modérée sauf à l'occasion de brefs et rares épisodes de canicule comme ce fut le cas en août 2003 (température de 37,5 °C le 10 août 2003 à Lorient). En hiver, les gelées sont rares, surtout dans les îles et sur la côte. Les précipitations sont régulières, avec un maximum en hiver. Le littoral et la partie orientale du département sont les parties les moins arrosées. Les landes de Lanvaux et surtout le nord-ouest du département, au relief plus prononcé, reçoivent les précipitations les plus abondantes. Dans le secteur de Guiscriff, le cumul annuel dépasse les 1 300 mm, alors qu'à Belle-Île il avoisine les 700 mm. La côte morbihannaise bénéficie d'environ 1 900 heures d'ensoleillement annuel. Il existe des microclimats tels que ceux de la presqu'île de Quiberon, de la presqu'île de Rhuys ou de Belle-Île.

## Politique

### Une opposition est-ouest
Le Morbihan est souvent présenté comme étant scindé politiquement selon un axe est-ouest, la partie occidentale étant dominée par la gauche, là où la partie orientale est acquise à la droite. Ce clivage est déjà en place dès le début de la Troisième République et perdure depuis. La création de la ville de Lorient en 1666 puis son essor depuis est souvent avancé comme facteur explicatif, au motif que le pôle industriel que la ville constitue serait un terreau favorable aux idées de gauche.
La rivalité entre les villes de Lorient, à l'ouest, et de Vannes, à l'est, incarne cette dynamique territoriale. L'expression « ce qui est mauvais pour Vannes est bon pour Lorient » est parfois utilisée pour illustrer l'antagonisme entre les deux villes, présentées aussi comme des « sœurs ennemies ».

### Résultats électoraux
- Conseil général du Morbihan
- Liste des députés du Morbihan
- Liste des sénateurs du Morbihan
- Liste des conseillers généraux du Morbihan
- Liste des préfets du Morbihan

## Économie
Longtemps le Morbihan — comme la plupart des départements de l'Ouest — a eu une vocation essentiellement agricole. La présence d'un littoral étendu a toutefois apporté la diversité par la pêche depuis toujours, le commerce maritime depuis le Moyen Âge et la construction navale à la fin du XVIIe siècle.

### Secteur primaire

#### Agriculture

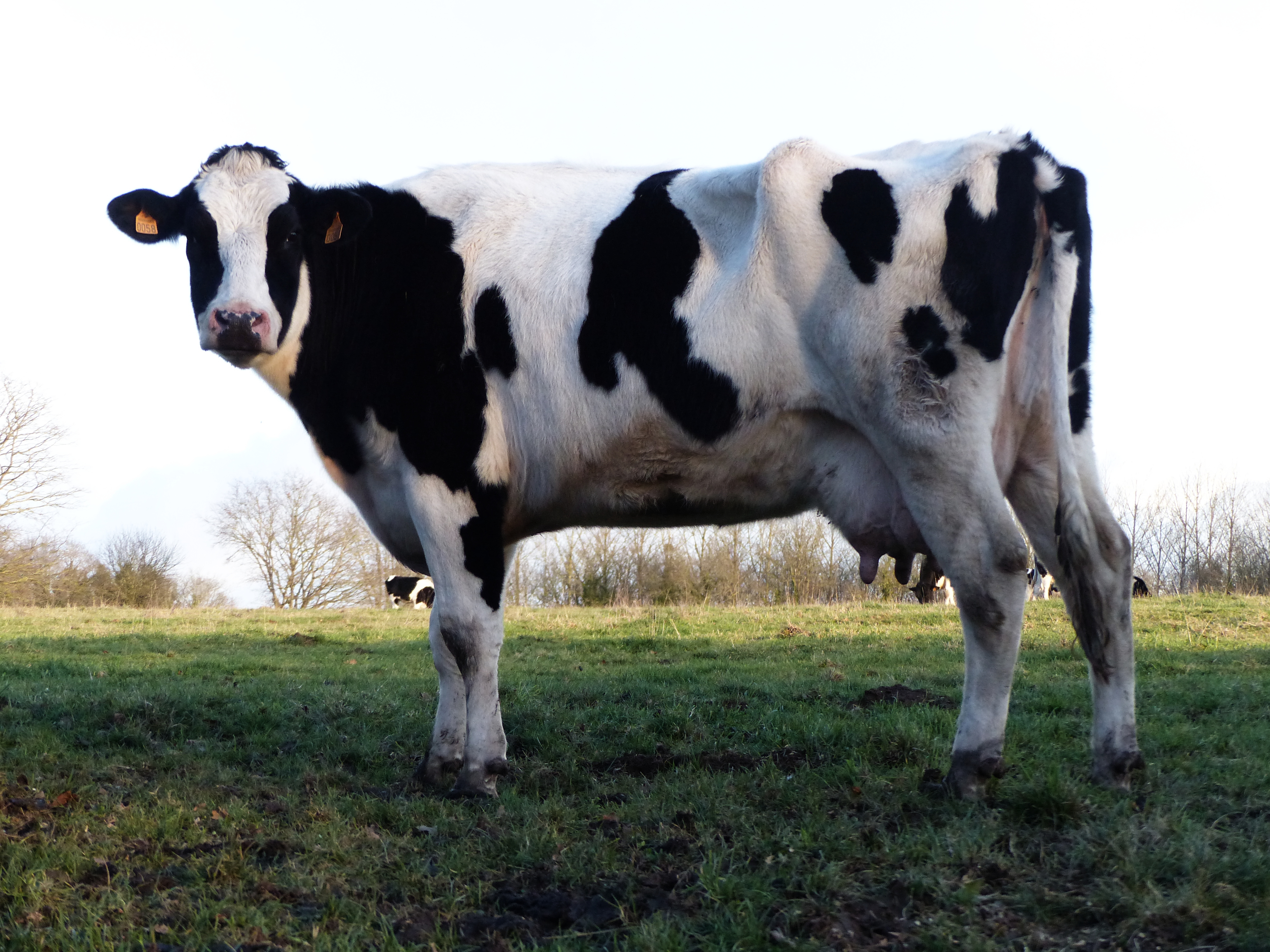
Vache Prim'Holstein, le Morbihan est un des plus gros producteurs de lait en France.

Au cours des décennies 50-80, l'agriculture se transforme profondément. Elle se modernise, se spécialise (élevage, en particulier avicole) et place sa production dans les premiers rangs des départements français. Elle est cependant confrontée actuellement à des problèmes de pollution des sols et des eaux. Elle est aussi en concurrence pour l'utilisation de terres avec l'agrandissement des villes et le développement d'activités touristiques, et perd annuellement 0,5% de sa SAU depuis 2000.
La moitié de la superficie du département est utilisée par des activités agricoles. L'activité emploie en 2006 environ 5,7% de la population active, et génère 13% avec les emplois du département via l'industrie agroalimentaire.
Le département est l'un des plus gros producteurs français dans plusieurs secteurs. Il est le premier producteur en aviculture, et le second producteur d'œufs national. Il est à la troisième place concernant la production de viande bovine et est aussi le sixième plus gros producteur de lait. Sept productions du département sont protégées au titre d'une SIQO, dont le cidre breton, la farine de blé noir de Bretagne, ou encore les volailles de Janzé.

#### Pêche et aquaculture

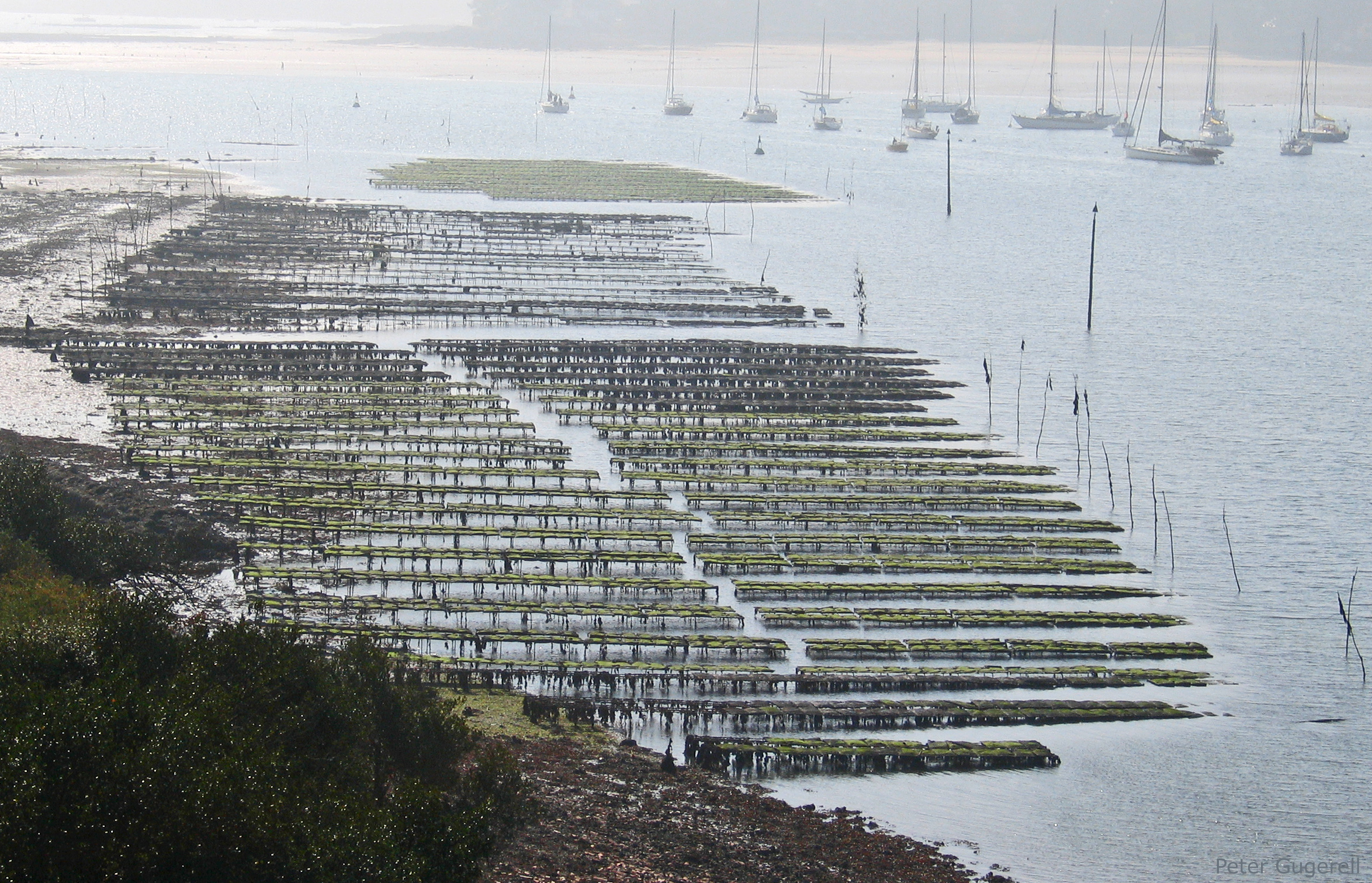
Parc à huîtres dans la Ria d'Étel, le département est le second producteur en France.

La pêche est une activité importante dans le département, et le port de pêche de Keroman à Lorient partage avec celui de Boulogne-sur-Mer le titre de plus important port de pêche français, en volume et en valeur, avec autour de 20 000 tonnes de poissons vendus pour une valeur de près de 48 510 K€. La flotte du Morbihan représente en 2008 363 bateaux et 841 emplois. Les espèces pêchées sont de plusieurs types, pélagiques (merlu, sardine…), démersales (grenadier, empereur…) et benthiques (langoustine). L'usage de casier permet la pêche de crustacés (homards, crabes, crevettes, araignées…).
L'aquaculture est aussi bien développée, notamment avec l'ostréiculture et la mytiliculture. Le Morbihan est avec autour de 20 000 tonnes le premier producteur breton d'huitres, et le second département français derrière la Charente-Maritime. La production est concentrée autour de la Ria d'Étel, la baie de Quiberon, et le golfe du Morbihan. La production de moules se situe autour de 5 000 tonnes par an, concentrée dans l'estuaire de la Vilaine.

### Secteur secondaire
La révolution industrielle a moins touché le département que le Nord-Est de la France ; on notera néanmoins le développement de la métallurgie (Forges d'Inzinzac-Lochrist, fonderies de Ploërmel…) et de la construction navale contemporaine (pays lorientais). La décentralisation industrielle après la Seconde Guerre mondiale a été bénéfique pour Vannes (implantation de Michelin).

#### Construction navale et nautisme

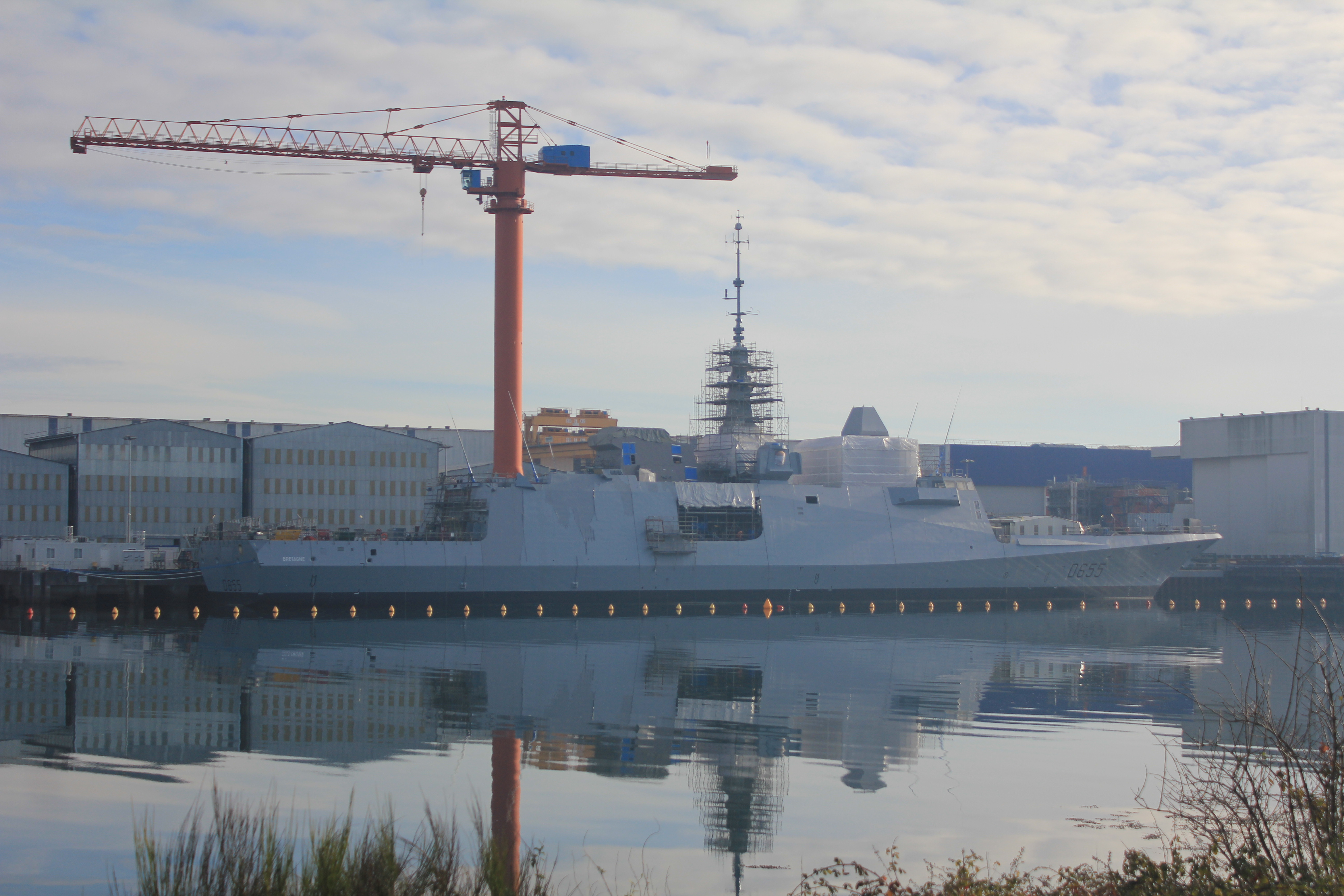
Construction de la FREMM Bretagne à Lorient.

La construction navale et la réparation est concentrée dans le pays de Lorient où il compte près de 3 400 emplois, essentiellement dans le domaine militaire. Naval Group et dans une moindre mesure Piriou sont les principaux acteurs. L'activité est très cyclique et dépendante des programmes de l’État, notamment du programme des Frégate multi-missions depuis 2012. 
La filière nautique est plus également répartie le long du littoral du Morbihan, avec environ 1 100 emplois dans le pays de Lorient, le pays de Vannes pour 980 emplois et le pays d'Auray pour 680 emplois. Au total, le département regroupe pas loin de la moitié des emplois de ce secteur dans la région Bretagne, ce qui en fait le centre de gravité économique de la Sailing Valley, principal cluster économique français lié à cette activité. Le tissu économique est essentiellement composé de TPE et de PME, dont l'activité est en grande partie tournée vers la préparation de courses au large.
Le département compte par ailleurs une activité de nautisme de loisir importante, regroupant autour de 10 000 places de port pour une centaine de cales de mise à l'eau. Près d'un voilier sur huit immatriculé en France l'est dans le département.

### Secteur tertiaire
Le secteur des services domine fortement aujourd'hui l'économie du département. Les villes moyennes de Lorient, Vannes et même Auray ou Pontivy constituent des pôles commerciaux notables. 

#### Tourisme

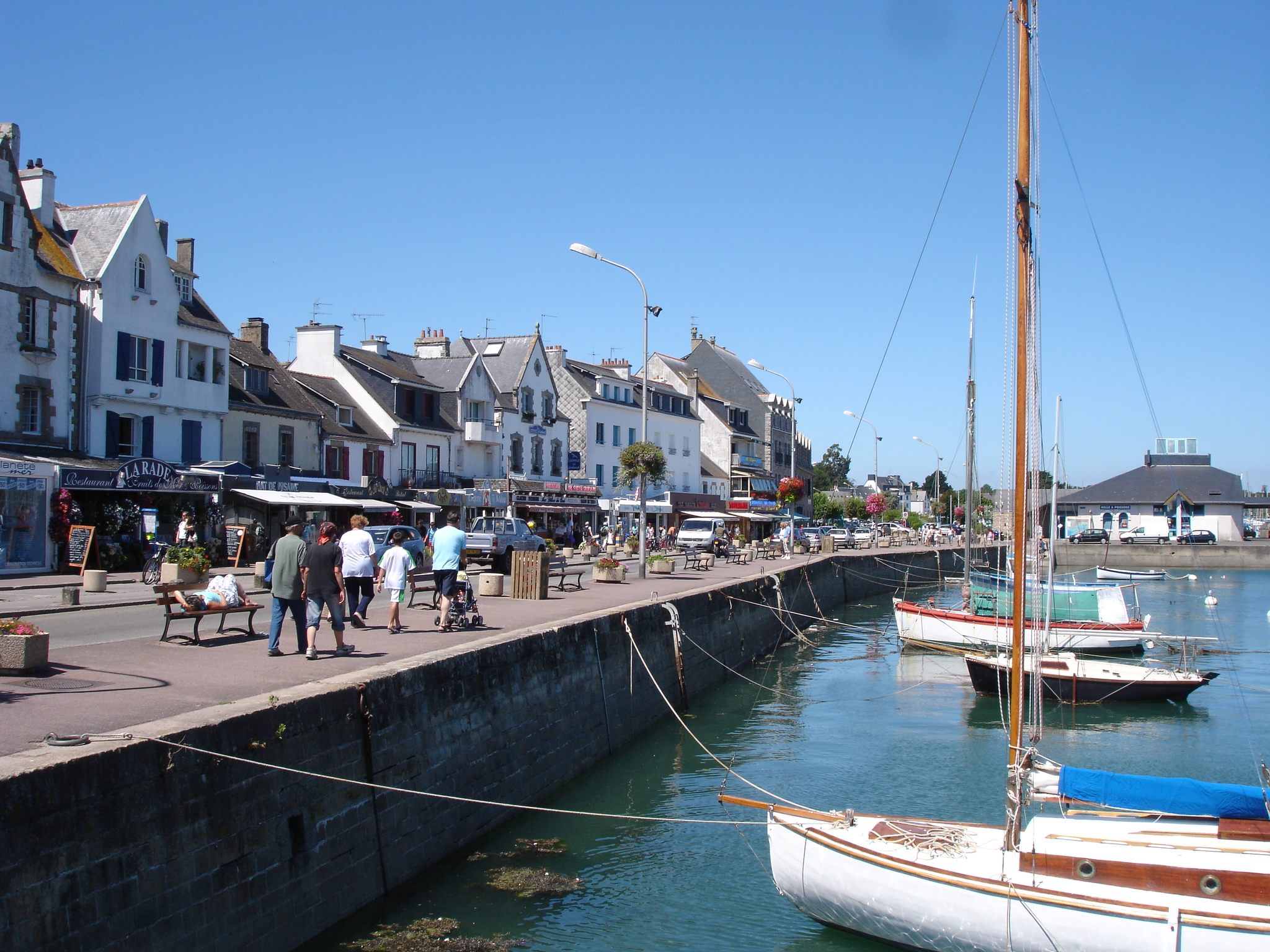
Port de La Trinité-sur-Mer, au cœur du triangle Auray-Quiberon-Carnac.

Le tourisme est le pilier du secteur tertiaire, et peut représenter localement la première activité économique. Il se concentre sur la côte, principalement dans un triangle allant d'Auray à Quiberon à Carnac, ainsi qu'autour des villes de Vannes et de Lorient Il entraîne avec lui le bâtiment, les travaux publics, les services à la personne et les transports, mais peut poser localement, le long des côtes des problématiques de surtourisme. 
La fréquentation est principalement française, les visiteurs étrangers ne représentant que 6% des visites. Environ 33 millions de nuités sont enregistrées tous les ans en moyenne, dont 56 % en juillet et août. L'activité génère environ 19 000 emplois en haute saison, et 13 000 tout au long de l'année. On estime qu'environ 8 500 entreprises sont concernées à divers degrés par le tourisme, soit près du tiers des entreprises du Morbihan.

#### Recherche et développement
Le Morbihan est l'un des départements français dans lesquels la recherche et développement est la plus faible de France, pour des raisons historiques et de choix politiques. Le Grand Ouest français fait partie des régions métropolitaines dans lesquelles l’État a le moins développé les capacités de recherche. Les grandes universités de la région comme celles de Rennes et Brest n'ont commencé à développer leurs activités de recherche que dans les années 50 et 60, et le département ne dispose d'une université que depuis les années 90. De grands organismes de recherche publiques comme le CNRS sont sous représentés dans la région ; alors qu'ils représentent 50 % des chercheurs dans l'est de la France, leur part chute à 20 % dans l'ouest de la France.
Le potentiel humain reste sous développé. Si les résultats scolaires du départements dans le primaire et le secondaire secondaire sont bons, le taux d'élèves du Morbihan accédant à des diplômes d'ingénieurs ou de doctorats sont parmi les plus bas de France. Jusqu'aux années 90, les meilleurs élèves locaux doivent se rendre à Rennes ou Paris pour y suivre leurs études, et peu reviennent dans la région. En 2024, seuls 200 doctorants sont inscrits dans le département, et 250 chercheurs y sont recensés.
Deux pôles de recherches émergent centrés sur le secteur de Lorient, en partie liés aux secteurs de la Défense et de la construction navale. Le domaine des matériaux composites et celui de la cybersécurité comptent plusieurs structures de recherche, et des écosystèmes d'entreprises émergent autour de la Sailing Valley et la Composite valley.

## Population et société

### Démographie
Les habitants du Morbihan sont les Morbihannais et les Morbihannaises.

#### Évolution de la population
En 2022, le département comptait 776 103 habitants, en évolution de +3,82 % par rapport à 2016 (France hors Mayotte : +2,11 %).
| 1791 | 1801    | 1806    | 1821    | 1826    | 1831    | 1836    | 1841    | 1846    |
| ---- | ------- | ------- | ------- | ------- | ------- | ------- | ------- | ------- |
| -    | 401 215 | 403 423 | 416 224 | 427 453 | 433 522 | 449 743 | 447 898 | 472 773 |

| 1851    | 1856    | 1861    | 1866    | 1872    | 1876    | 1881    | 1886    | 1891    |
| ------- | ------- | ------- | ------- | ------- | ------- | ------- | ------- | ------- |
| 478 172 | 473 932 | 486 504 | 501 084 | 490 352 | 506 573 | 521 614 | 535 256 | 544 470 |

| 1896    | 1901    | 1906    | 1911    | 1921    | 1926    | 1931    | 1936    | 1946    |
| ------- | ------- | ------- | ------- | ------- | ------- | ------- | ------- | ------- |
| 552 028 | 563 468 | 573 152 | 578 400 | 546 047 | 543 175 | 537 528 | 542 248 | 506 884 |

| 1954    | 1962    | 1968    | 1975    | 1982    | 1990    | 1999    | 2006    | 2011    |
| ------- | ------- | ------- | ------- | ------- | ------- | ------- | ------- | ------- |
| 520 966 | 530 833 | 540 474 | 563 588 | 590 889 | 619 838 | 643 873 | 694 821 | 727 083 |

| 2016    | 2021    | 2022    | - | - | - | - | - | - |
| ------- | ------- | ------- | - | - | - | - | - | - |
| 747 548 | 768 687 | 776 103 | - | - | - | - | - | - |

#### Répartition de la population

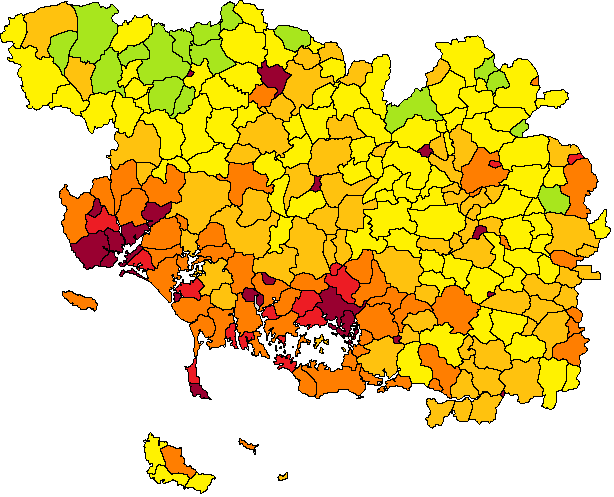
Densité de population par commune en 2007.
>400 hab./km2
200 à 400 hab./km2
100 à 200 hab./km2
50 à 100 hab./km2
25 à 50 hab./km2
<25 hab./km2

La densité moyenne de la population s'élève à 113,7 hab./km2 en 2022, une densité légèrement supérieure à la densité moyenne de la France métropolitaine (107,1 hab./km2). Cette moyenne recouvre d'importantes disparités puisque sur les 250 communes que compte le département en 2019, 27 comptent moins de 30 hab./km2 et 9 plus de 1 000 hab./km2. La population se concentre majoritairement dans les zones proches du littoral où se trouvent notamment les aires urbaines de Lorient et de Vannes. Le taux d'urbanisation de la population est de 61 %.

#### Communes les plus peuplées
| Nom          | Code Insee | Intercommunalité                            | Superficie (km2) | Population (dernière pop. légale) | Densité (hab./km2) | Modifier                                    |
| ------------ | ---------- | ------------------------------------------- | ---------------- | --------------------------------- | ------------------ | ------------------------------------------- |
| Lorient      | 56121      | CA Lorient Agglomération                    | 17,48            | 58 202 (2022)                     | 3 330              | modifier les données · modifier les données |
| Vannes       | 56260      | CA Golfe du Morbihan - Vannes Agglomération | 32,30            | 54 955 (2022)                     | 1 701              | modifier les données · modifier les données |
| Lanester     | 56098      | CA Lorient Agglomération                    | 18,37            | 23 188 (2022)                     | 1 262              | modifier les données · modifier les données |
| Ploemeur     | 56162      | CA Lorient Agglomération                    | 39,72            | 18 873 (2022)                     | 475                | modifier les données · modifier les données |
| Hennebont    | 56083      | CA Lorient Agglomération                    | 18,57            | 15 831 (2022)                     | 853                | modifier les données · modifier les données |
| Pontivy      | 56178      | CC Pontivy Communauté                       | 24,85            | 14 547 (2022)                     | 585                | modifier les données · modifier les données |
| Auray        | 56007      | CC Auray Quiberon Terre Atlantique          | 6,91             | 14 417 (2022)                     | 2 086              | modifier les données · modifier les données |
| Guidel       | 56078      | CA Lorient Agglomération                    | 52,29            | 12 236 (2022)                     | 234                | modifier les données · modifier les données |
| Saint-Avé    | 56206      | CA Golfe du Morbihan - Vannes Agglomération | 26,09            | 12 173 (2022)                     | 467                | modifier les données · modifier les données |
| Ploërmel     | 56165      | CC Ploërmel Communauté                      | 57,82            | 10 021 (2022)                     | 173                | modifier les données · modifier les données |
| Séné         | 56243      | CA Golfe du Morbihan - Vannes Agglomération | 19,94            | 9 265 (2022)                      | 465                | modifier les données · modifier les données |
| Sarzeau      | 56240      | CA Golfe du Morbihan - Vannes Agglomération | 60,23            | 9 068 (2022)                      | 151                | modifier les données · modifier les données |
| Quéven       | 56185      | CA Lorient Agglomération                    | 23,93            | 8 906 (2022)                      | 372                | modifier les données · modifier les données |
| Theix-Noyalo | 56251      | CA Golfe du Morbihan - Vannes Agglomération | 52,06            | 8 476 (2022)                      | 163                | modifier les données · modifier les données |
| Larmor-Plage | 56107      | CA Lorient Agglomération                    | 7,27             | 8 368 (2022)                      | 1 151              | modifier les données · modifier les données |

| Unité urbaine       | Population en 2015 | Superficie (km2) | Densité (hab./km2) | Nombre de communes |
| ------------------- | ------------------ | ---------------- | ------------------ | ------------------ |
| Lorient             | 114 299            | 106,77           | 1 071              | 5                  |
| Vannes              | 78 876             | 101,68           | 776                | 4                  |
| Auray               | 28 513             | 78,94            | 361                | 4                  |
| Pontivy             | 16 234             | 40,90            | 397                | 2                  |
| Hennebont           | 15 489             | 18,57            | 834                | 1                  |
| Riantec-Locmiquélic | 12 052             | 18,71            | 644                | 3                  |

| Aire urbaine | Population en 2008 | Superficie (km2) | Densité (hab./km2) | Nombre de communes |
| ------------ | ------------------ | ---------------- | ------------------ | ------------------ |
| Lorient      | 193 486            | 500,64           | 387                | 24                 |
| Vannes       | 136 314            | 662,99           | 206                | 30                 |
| Auray        | 23 857             | 73,97            | 323                | 3                  |
| Pontivy      | 23 075             | 197,80           | 117                | 7                  |
| Ploërmel     | 11 793             | 85,45            | 138                | 4                  |

### Enseignement

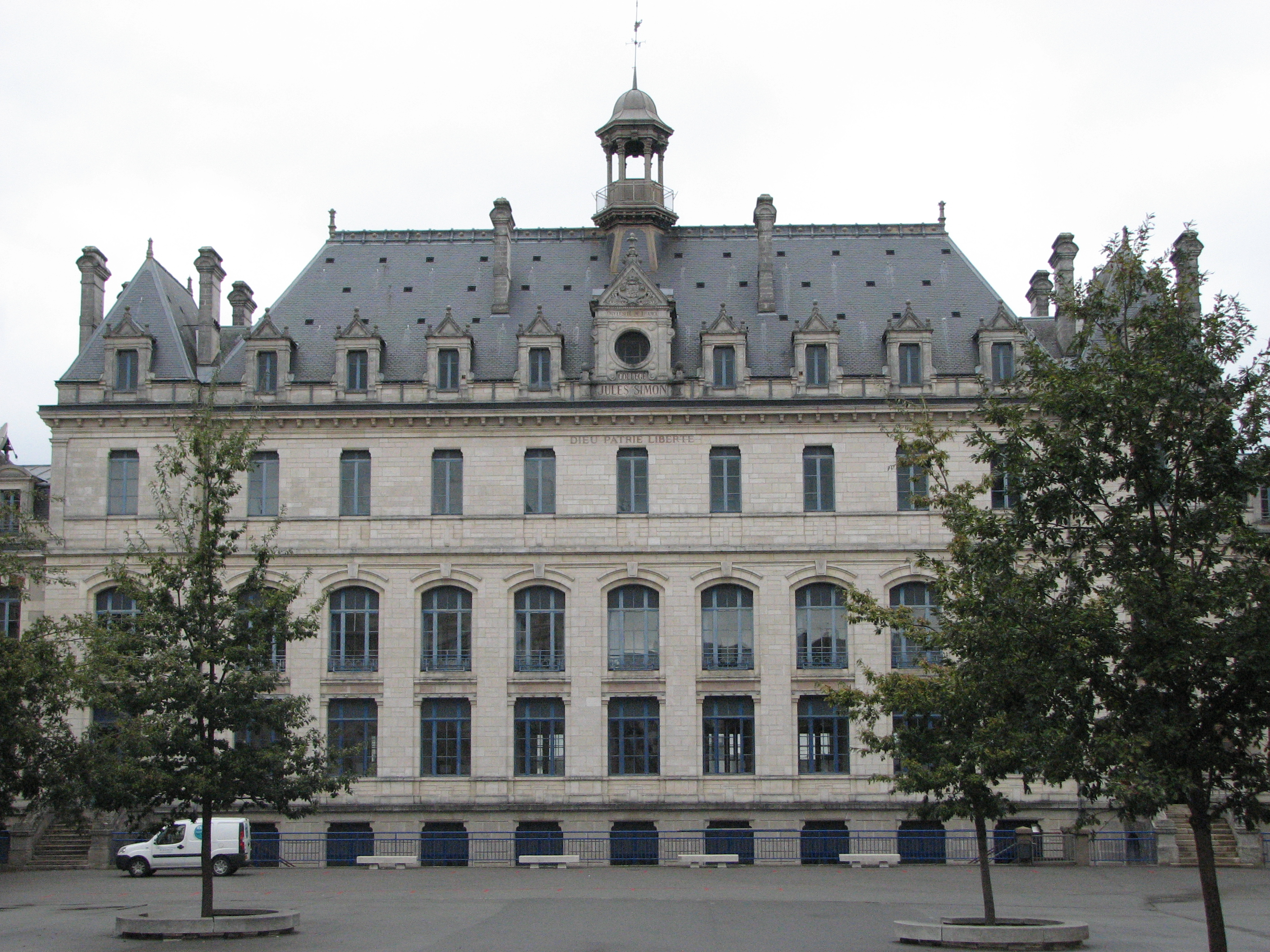
Le département est gestionnaire des collèges publics, ici le collège Jules Simon à Vannes.

Le département du Morbihan est l'un des quatre départements qui sont couverts par l'académie de Rennes. Quelque 130 000 élèves sont scolarisés en 2022 dans le primaire (68 000 élèves en 2022) et le secondaire (63 000 élèves en 2022). La région se caractérise par une portion importante d'élèves scolarisés dans l'enseignement privé, notamment catholique, ce dernier représentant 50 % des élèves du premier et du second degré. L'enseignement en breton représente lui quelque 12 000 élèves. 
Le conseil départemental est directement gestionnaire des 42 collèges publics du département, et intervient aussi dans différents aspects de la gestion des 45 collèges privés sous contrat. Au total, le Morbihan finance à hauteur de 66 millions d'euros le fonctionnement de ces établissements, dont 31 millions en investissement et 35 millions en fonctionnement. 
Le Morbihan est l'un des départements qui connait les meilleurs taux de réussite nationaux aux diplômes nationaux du Baccalauréat (en 2022, 98,1 % au bac général, 95,9 % au Bac technologique, et 87,9 % au Bac professionnel) et du brevet des collèges (92,6 % en 2022).

## Culture

### Langues
Comme les Côtes-d'Armor, le Morbihan possède deux langues régionales : le breton, dans sa partie occidentale, et le gallo, dans sa partie orientale, que sépare une frontière linguistique. Cette frontière a reculé au profit du français depuis le IXe siècle. Celle-ci courait depuis l'est de la ville de Rohan jusqu'à la ville de La Roche-Bernard au XVIIIe siècle. Dans la première moitié du XIXe siècle, les communes situées au sud de la Vilaine (Pénestin, Férel) ont été francisées, ainsi que celles d'Arzal, de Molac et d'Elven. Au cours du XXe siècle, avec la francisation de toute la zone bretonnante et la mobilité croissante de la population, cette frontière a progressivement perdu de son sens. Elle coïncide cependant avec la répartition des écoles où l'on enseigne le breton aujourd'hui.

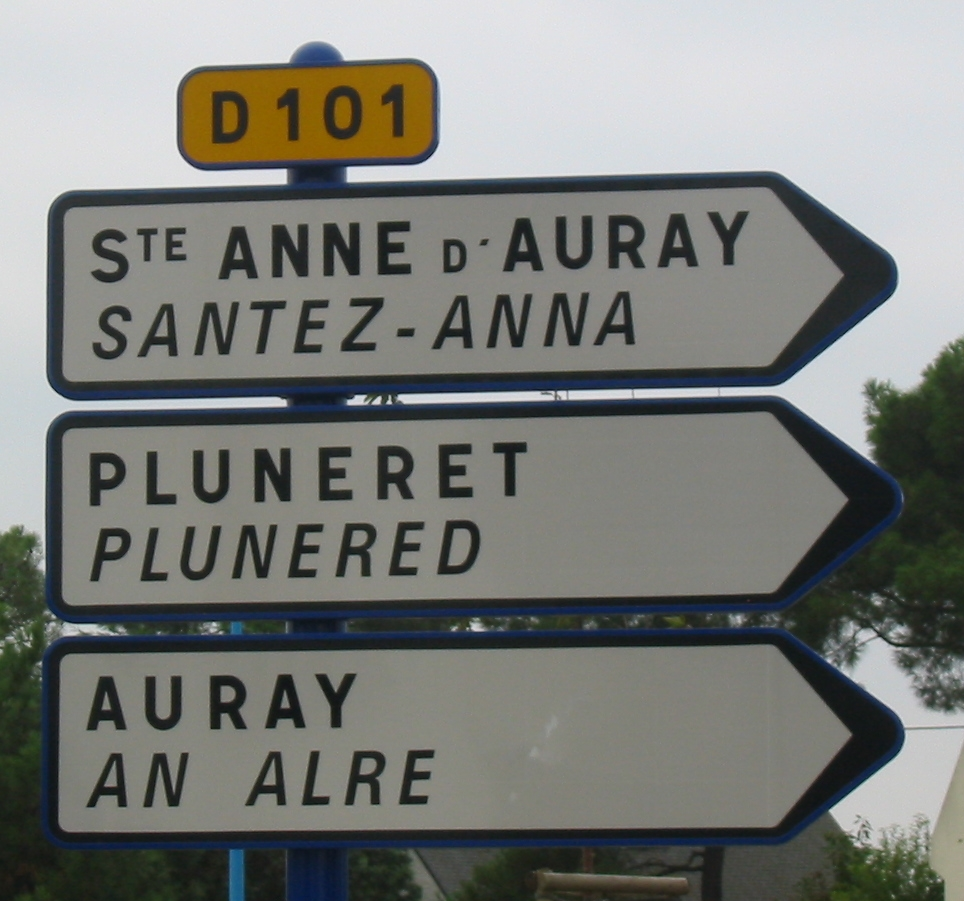
Panneau routier bilingue français-breton.

Concernant la langue bretonne, les effectifs pondérés que fournit l'enquête Étude de l'histoire familiale menée par l'INSEE en 1999 sont de plus de 48 000 brittophones de plus de 18 ans pour ce seul département. S'y ajoutent notamment les effectifs des écoles bilingues qui se montent à 3 183 élèves à la rentrée 2005, ou encore les élèves suivant des cours de breton dans les établissements publics du secondaire (plus de 900 en 2002/2003). La signalisation routière bilingue (français/breton) est de plus en plus utilisée dans le département y compris sur sa partie gallèse. Le breton vannetais diffère par de nombreux aspects de ses homologues Léonard, cornouaillais et trégorois.
Concernant le gallo, et d'après l'Enquête sociolinguistique sur les Langues de Bretagne de TMO Régions pour la Région Bretagne de 2018, 4,3 % de la population du Morbihan, âgée de 15 ans et plus, parlent le gallo, soit environ 26 000 locuteurs. 8,5 % de la population du Morbihan comprennent le gallo.

### Costume traditionnel
Les éléments constitutifs du costume traditionnel breton dans le Morbihan varient en fonction du secteur. S'ils ne sont portés au quotidien, ces costumes continuent d'être portés lors de représentation de danse bretonne par des cercle celtique. Plusieurs types de coiffes sont portées par les femmes, qui varient en fonction du secteur, et plusieurs coiffes peuvent être présentes dans un même secteur. Dans le secteur de Vannes-Auray, quatre coiffes sont ainsi présentes. La plus courante, la « jobeline », est la coiffe commune à Vannes et Auray. La « coiffe Saint-Patern » est elle portée dans l'arrière-pays entre Vannes et Elven. Deux autres coiffes sont portées plus localement, une à Vannes intra-muros, et l'autre dans les îles du Golfe du Morbihan. La coiffe du pays de Lorient est elle plate, avec des broderies aérées. Les coiffes sont blanches ou noires, sans touche de couleur à l'exception parfois du capot. La matière utilisée peut aussi varier, et peut être de lin, de coton, et le tissu gaze, de tulle, ou de linon

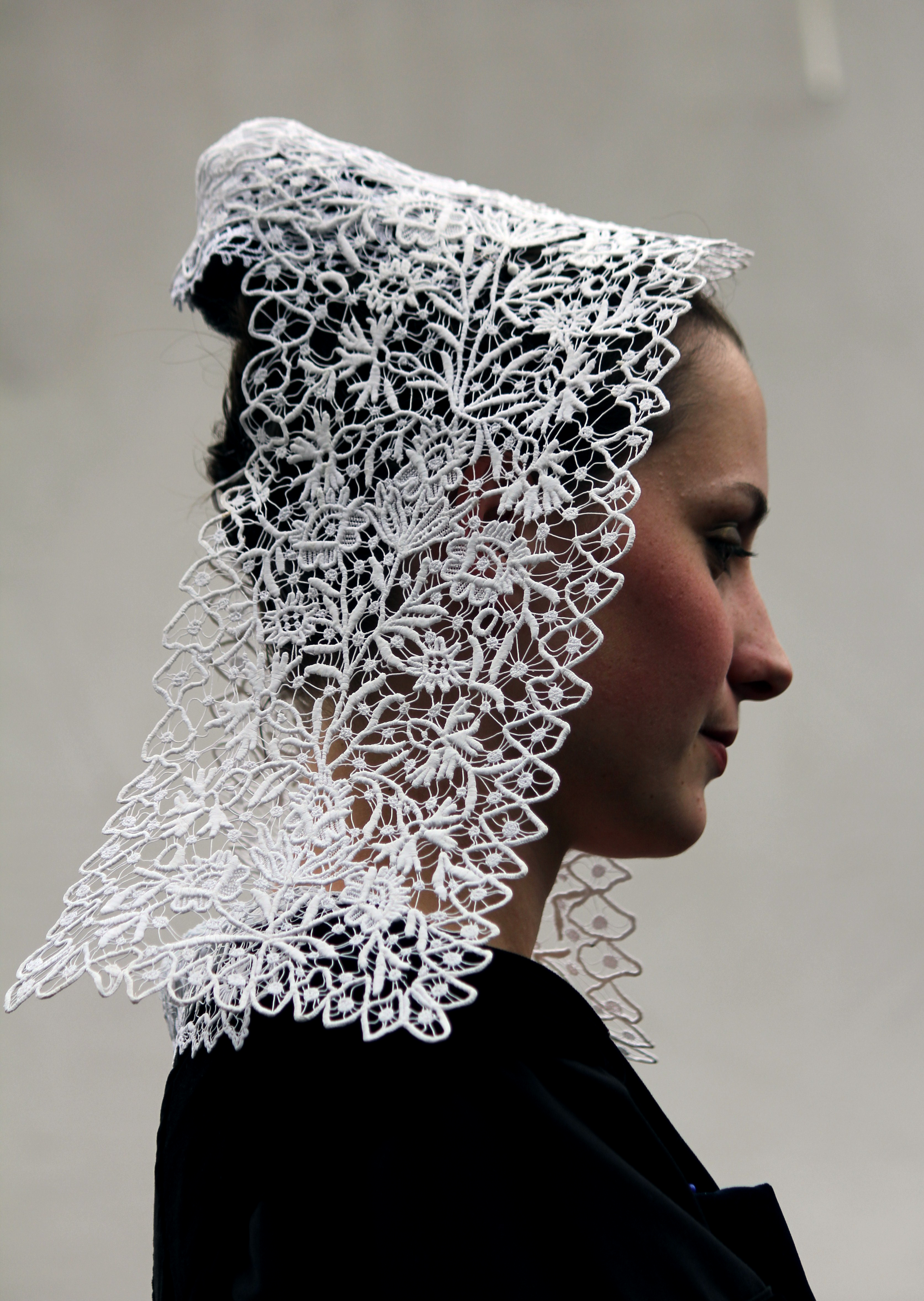
Coiffe de la région de Baud.
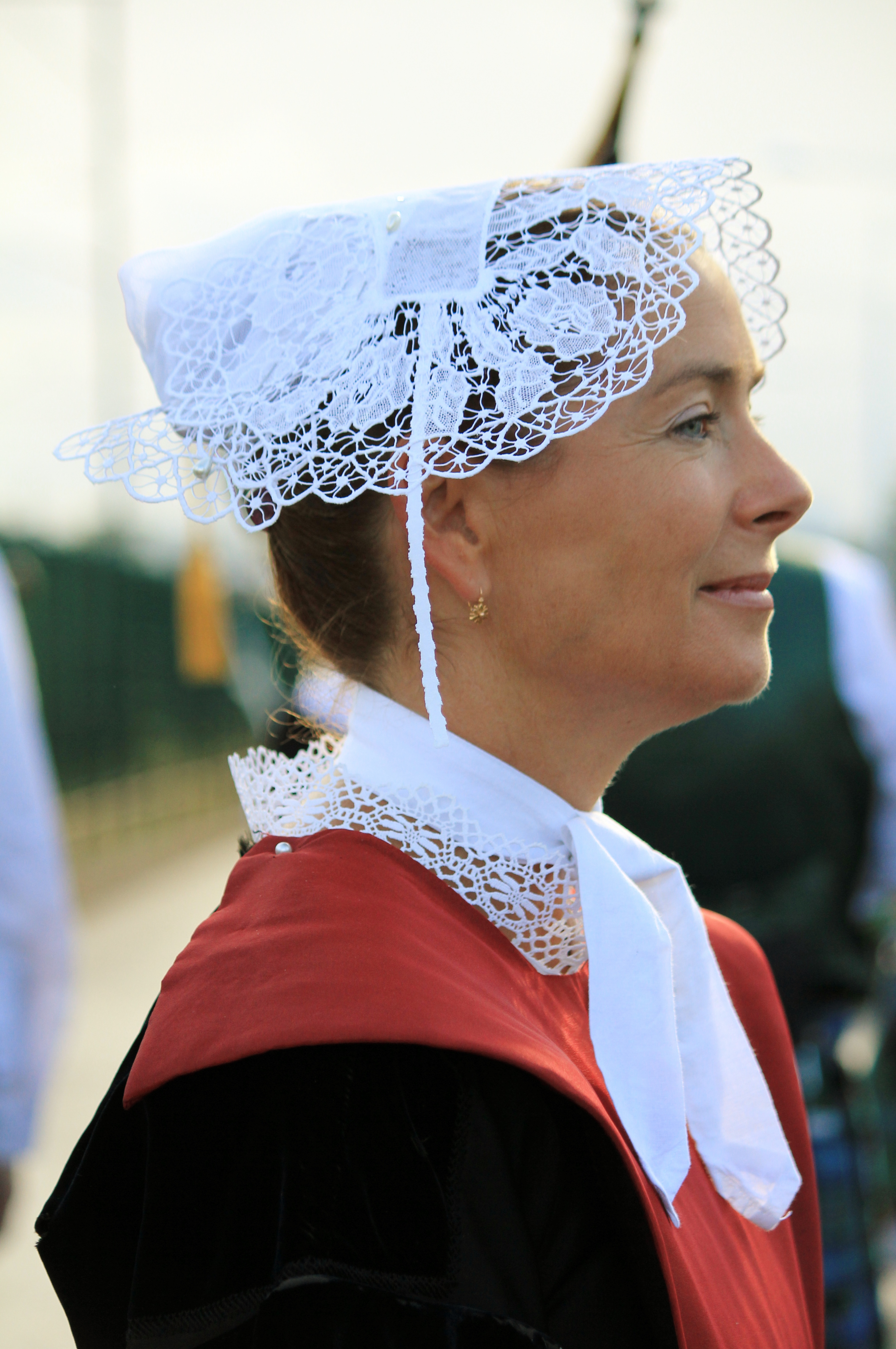
Coiffe du pays de Lorient.
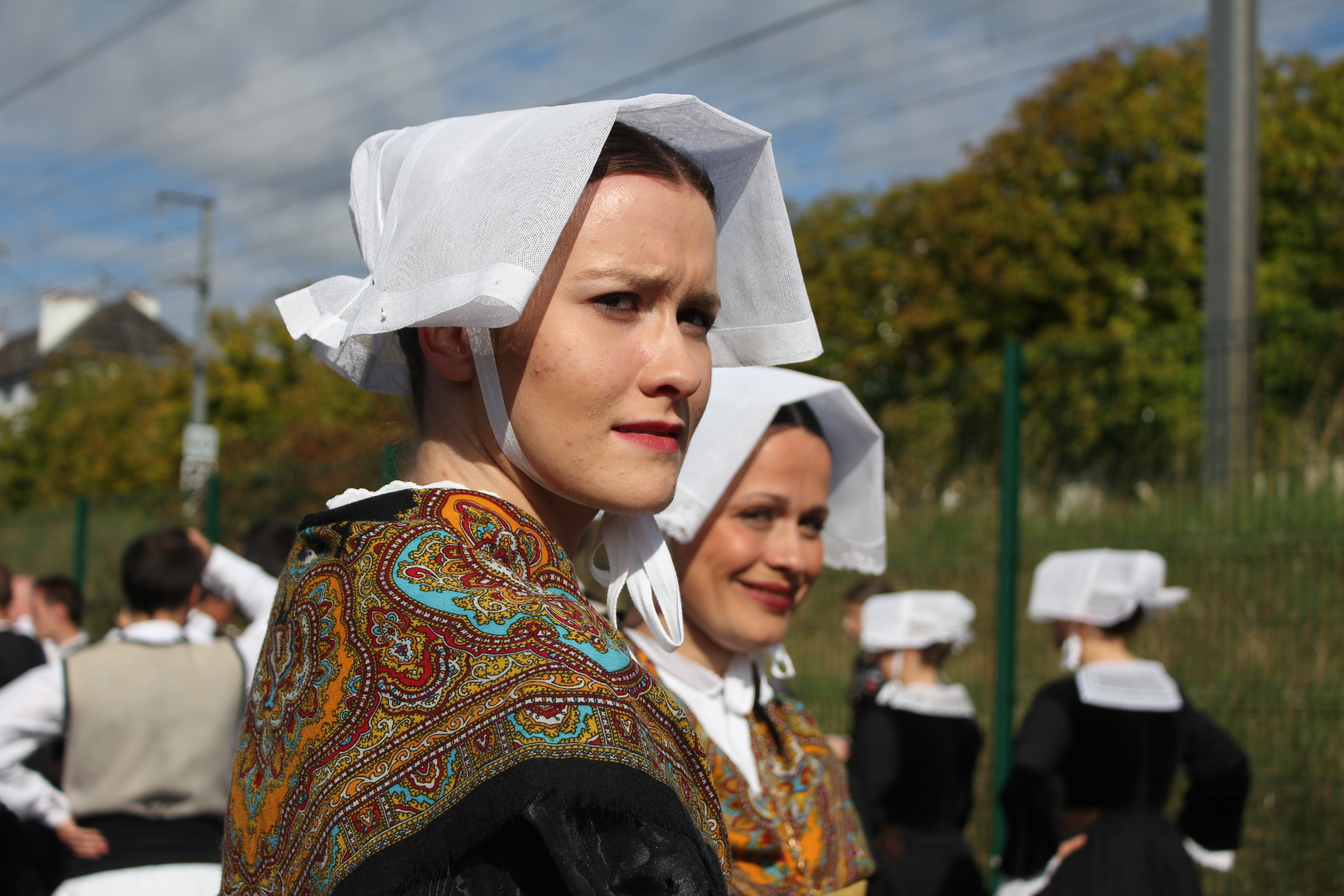
Coiffe « jobeline » du pays d'Auray-Vannes.
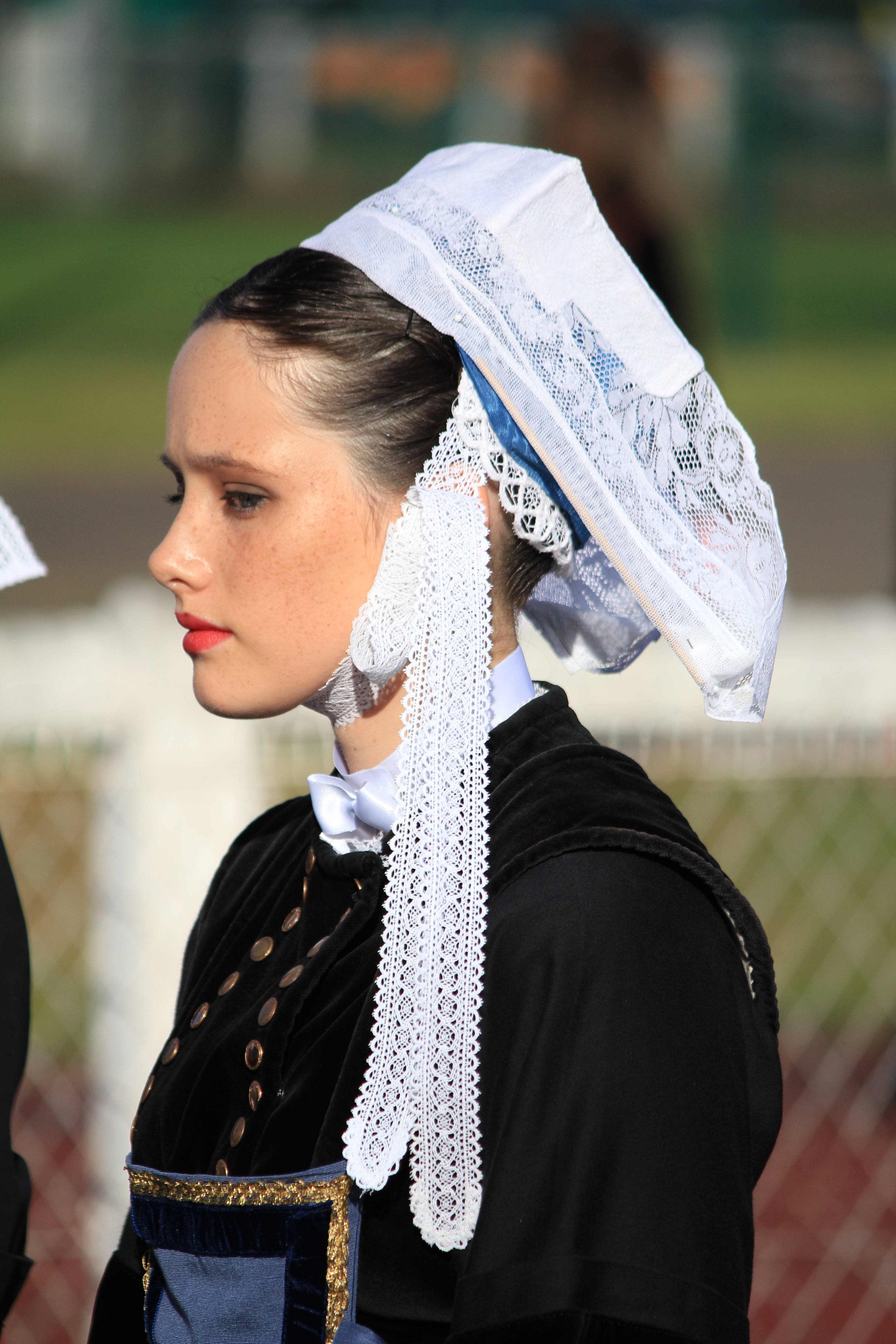
Coiffe du pays Pourlet
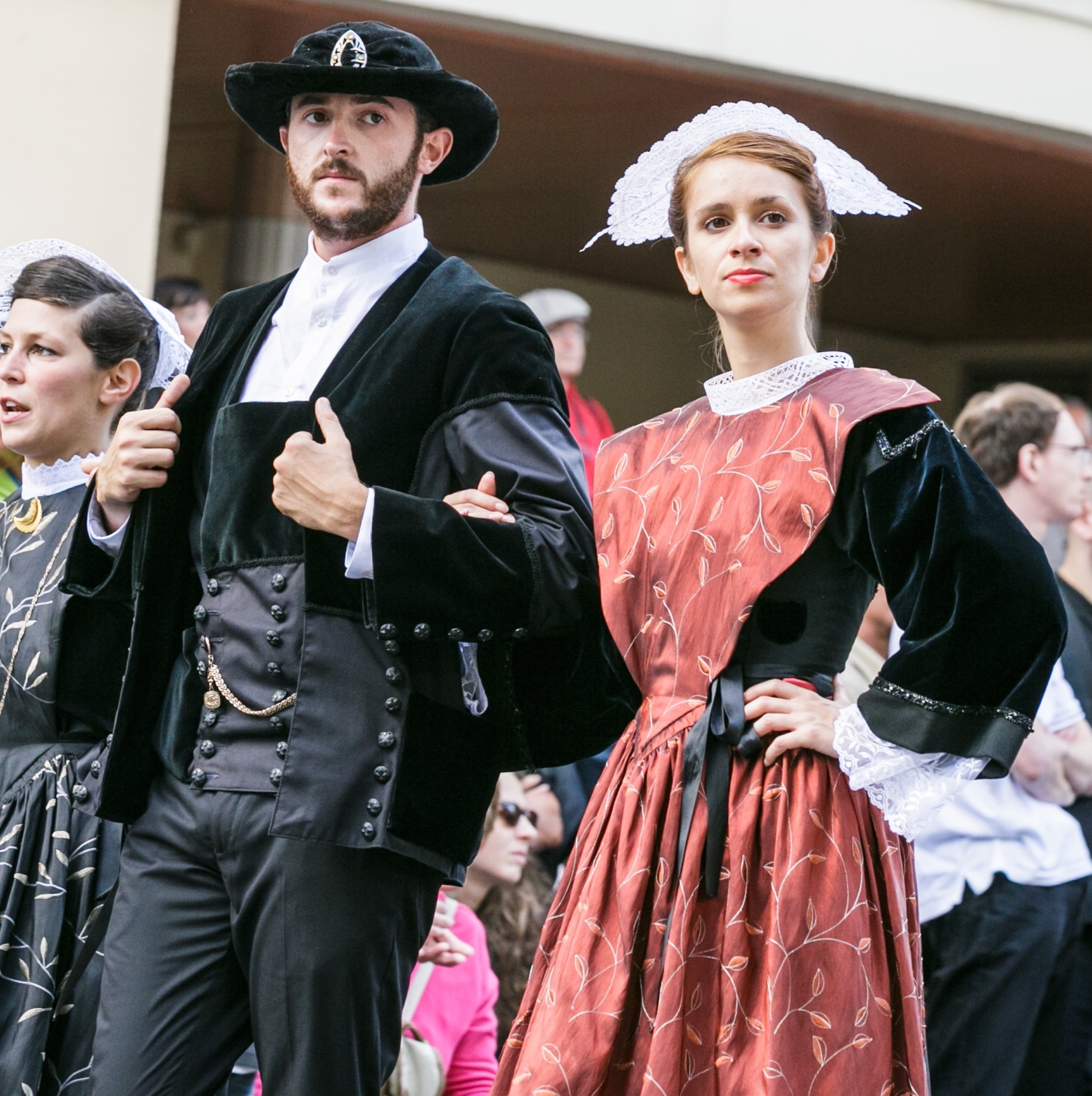
Costume d'homme du pays vannetais et femme portant un tablier brodé.

### Musées

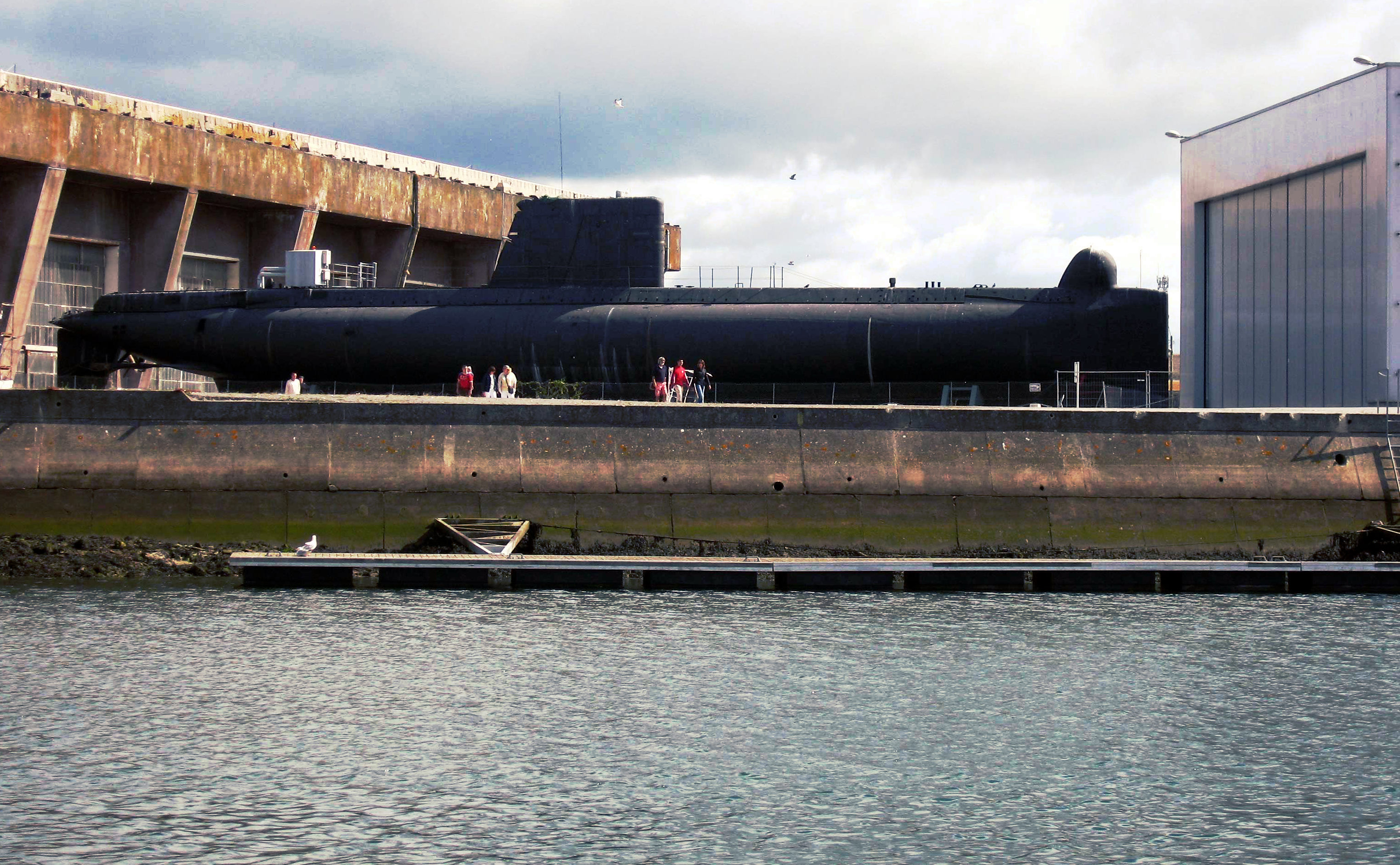
L'espace découverte du sous-marin Flore à Lorient.

- Le musée de la Compagnie des Indes et le musée de la Marine dans la citadelle de Port-Louis.
- Le Musée des poupées et des jouets de Josselin et son château.
- Le musée de préhistoire de Carnac expose une des plus riches collections préhistoriques au monde retraçant l'évolution de l'Homme en Bretagne du Paléolithique au Moyen Âge.
- Le musée d'histoire et d'archéologie de Vannes, abrité dans le Château-Gaillard, ancien manoir du XVe siècle, retrace les recherches archéologiques menées dans le Morbihan depuis le XIXe siècle.
- À Baden, le musée Des Passions et des Ailes consacré à l'histoire de Joseph Le Brix, aviateur de la région.
- L'écomusée de Saint-Dégan à Brech traite de la société agraire en Morbihan.
- Le Carton voyageur à Baud conserve plus de 60 000 cartes postales.
- Le musée de la Résistance bretonne à Saint-Marcel.
- Le musée du poète ferrailleur à Lizio.
- Musée du cidre implanté sur la commune du Hézo, à l’intérieur duquel on voit tout le processus de fabrication du cidre artisanal.
- La Cité de la voile Éric Tabarly ainsi que la base sous-marine et son sous-marin Flore à Lorient.

### Festivals
- Le Festival interceltique de Lorient. Depuis 1971, il rassemble chaque année, début août, des danseurs, des groupes de musique celtique du monde entier.
- Le festival Les Indisciplinées à Lorient.
- Le Festival Jazz en ville à Vannes
- Le Motocultor Festival à Saint-Nolff.
- Le festival Au Pont du Rock à Malestroit.

Principaux festival du Morbihan
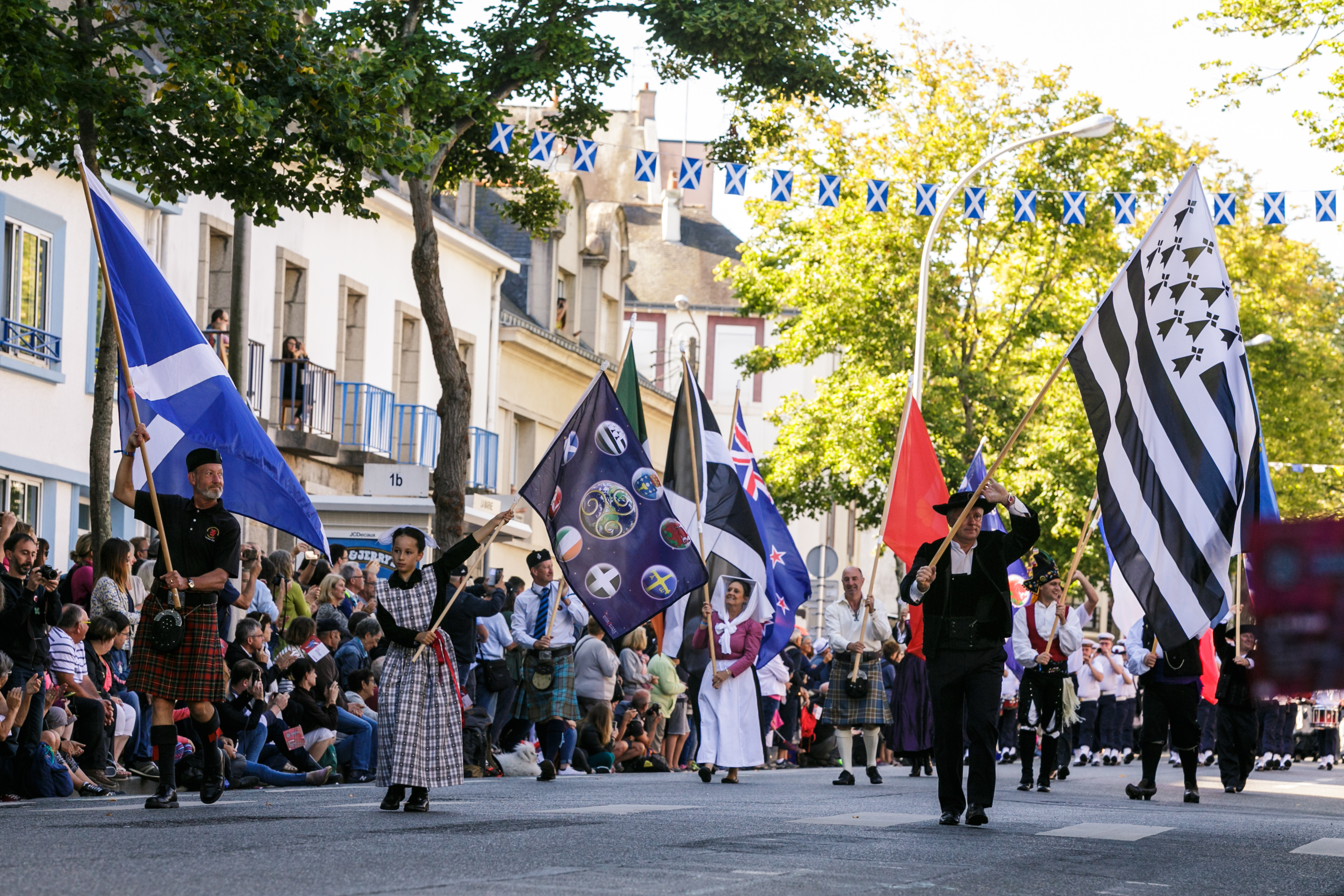
Le Festival interceltique de Lorient accueille au mois d'août jusqu'à 900 000 visiteurs.
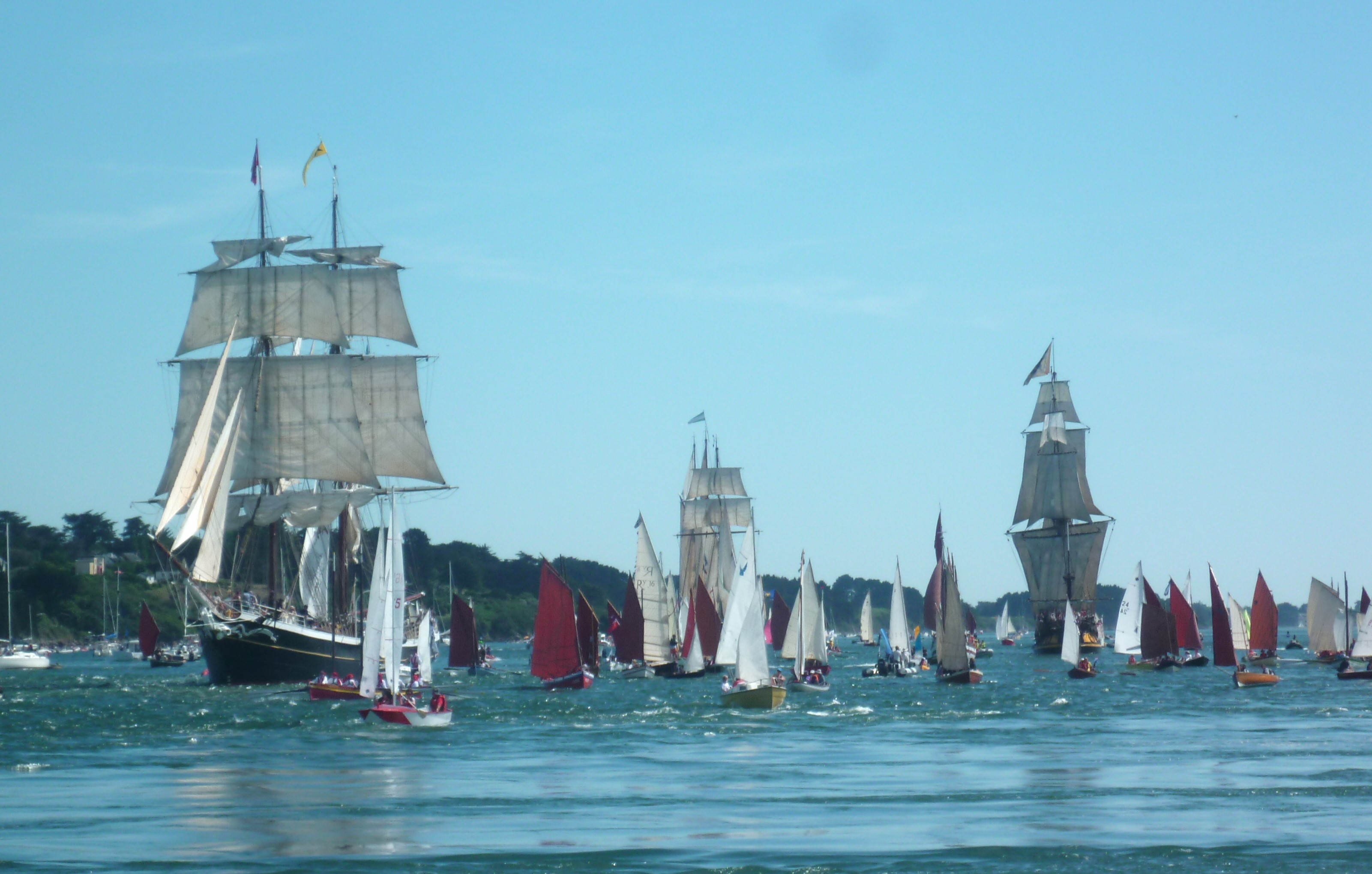
La Semaine du Golfe regroupe un millier de bateaux traditionnels et vieux gréements tous les deux ans durant la semaine de l’Ascension.
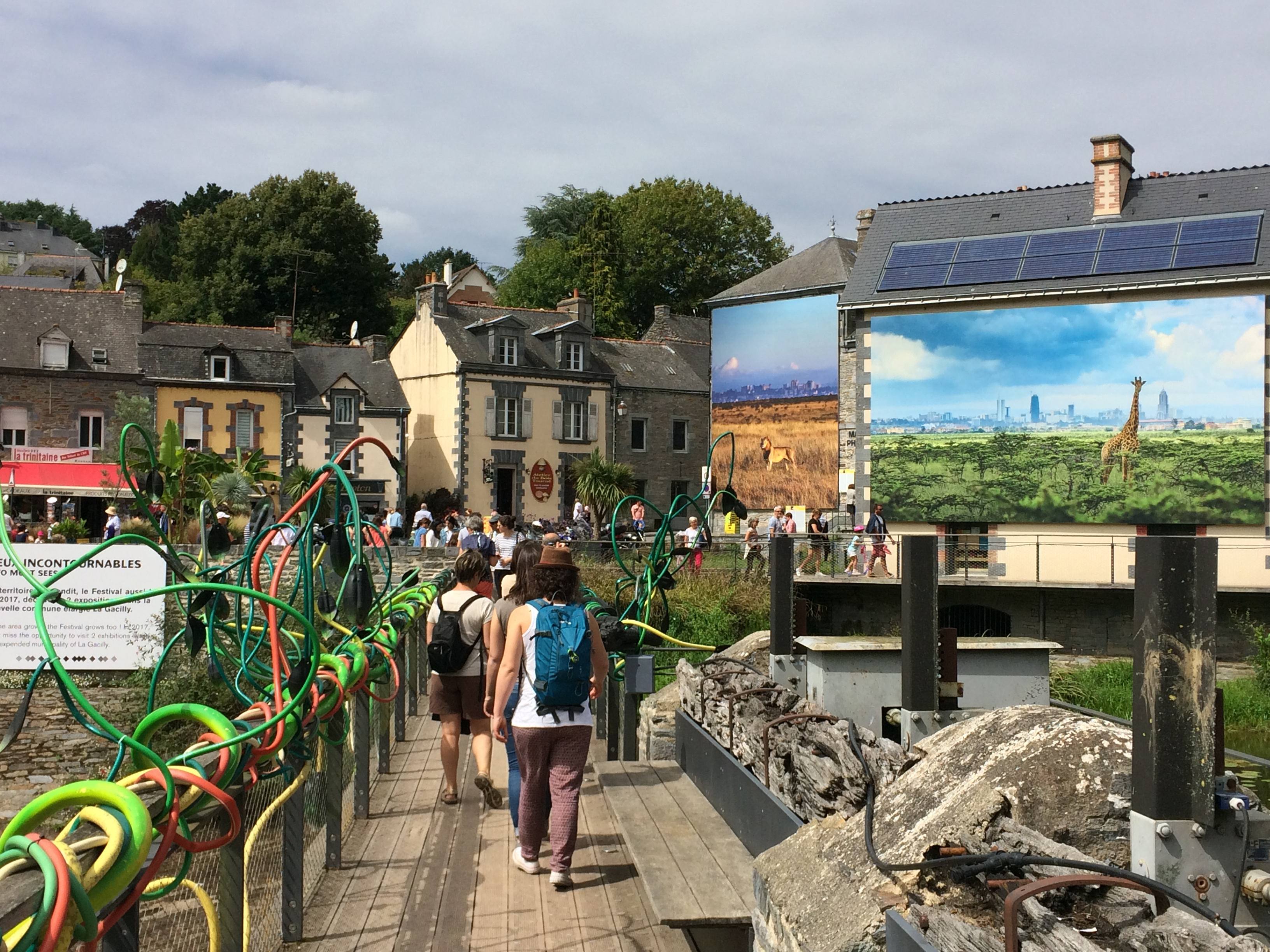
Le Festival Photo La Gacilly attire jusqu'à 350 000 visiteurs de juin à septembre.

### Salles de concert
- L'Echonova à Saint-Avé.
- Le Manège à Lorient (jusqu'au 23 Mars 2019).
- Hydrophone à Lorient.
- Le Petit Théâtre à Auray.
- L'Océanis à Ploemeur.
- Le Chorus à Vannes.
- Le palais des Arts et des Congrès à Vannes.
- L'Asphodèle à Questembert.

### Gastronomie
La gastronomie occupe une place très importante dans le Morbihan. Elle dispose de nombreuses recettes des plus variées en passant du salé ou sucré. La gastronomie morbihannaise renferme beaucoup de spécialités de terroirs, artisanales, etc. L’alimentation bretonne présente donc des recettes très connues, des crêpes bretonnes au kouign-amann ainsi que les huîtres et l'andouille de Guémené.
Le Morbihan est avec le Finistère le département qui compte le plus de crêperies. Celles-ci sont principalement concentrées sur la côte, près des zones touristiques, et près d'un restaurant sur quatre dans le département propose des crêpes sur sa carte. Certaines spécialités sont plus locales, comme le Kari Gosse, mélange d'épices venant des Indes, est créé à la fin du XIXe siècle à Lorient, ou le gâteau breton créé à Port-Louis et popularisé par la suite dans la région de Lorient

Principales spécialités culinaire du département
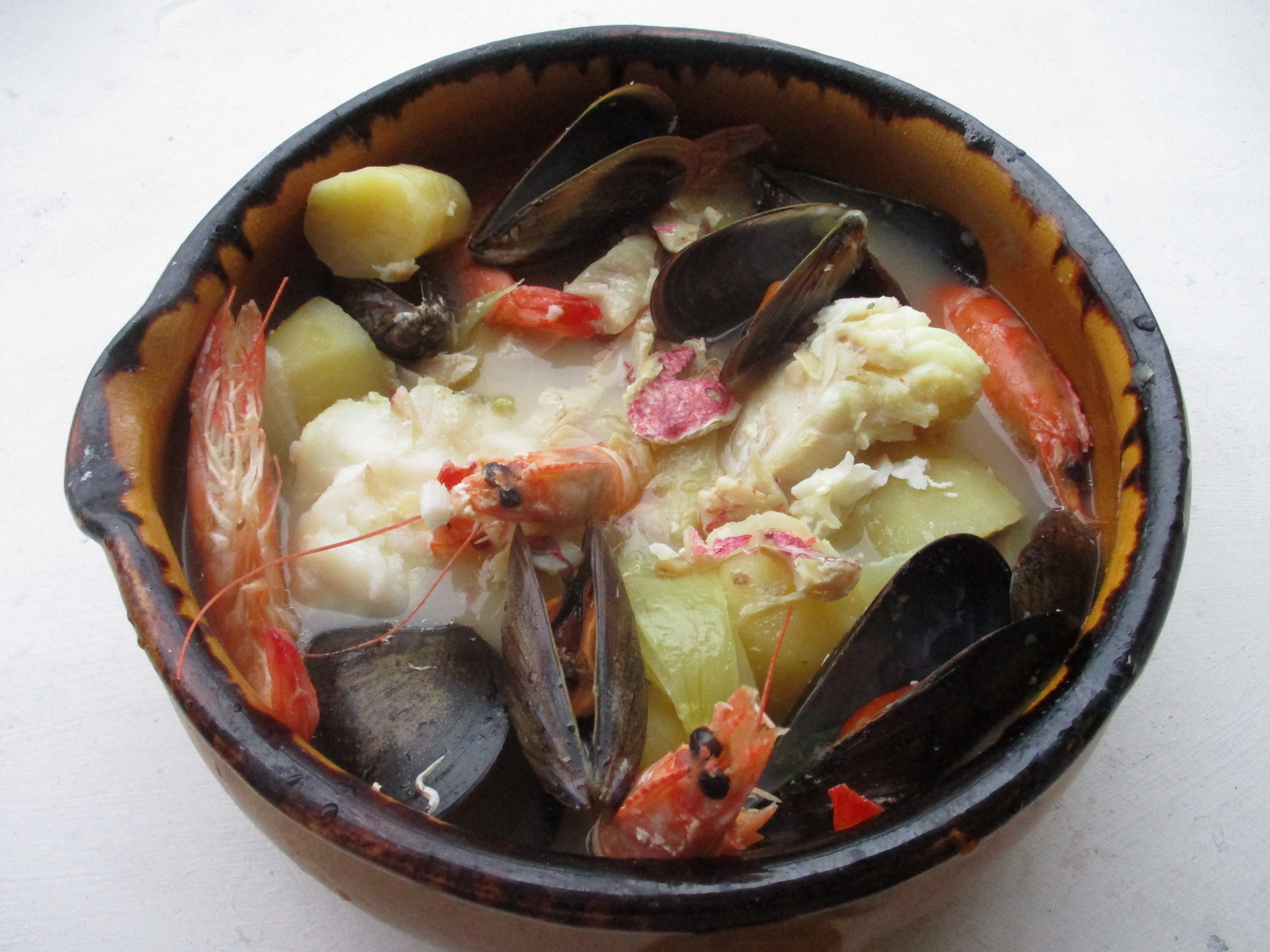
Cotriade.
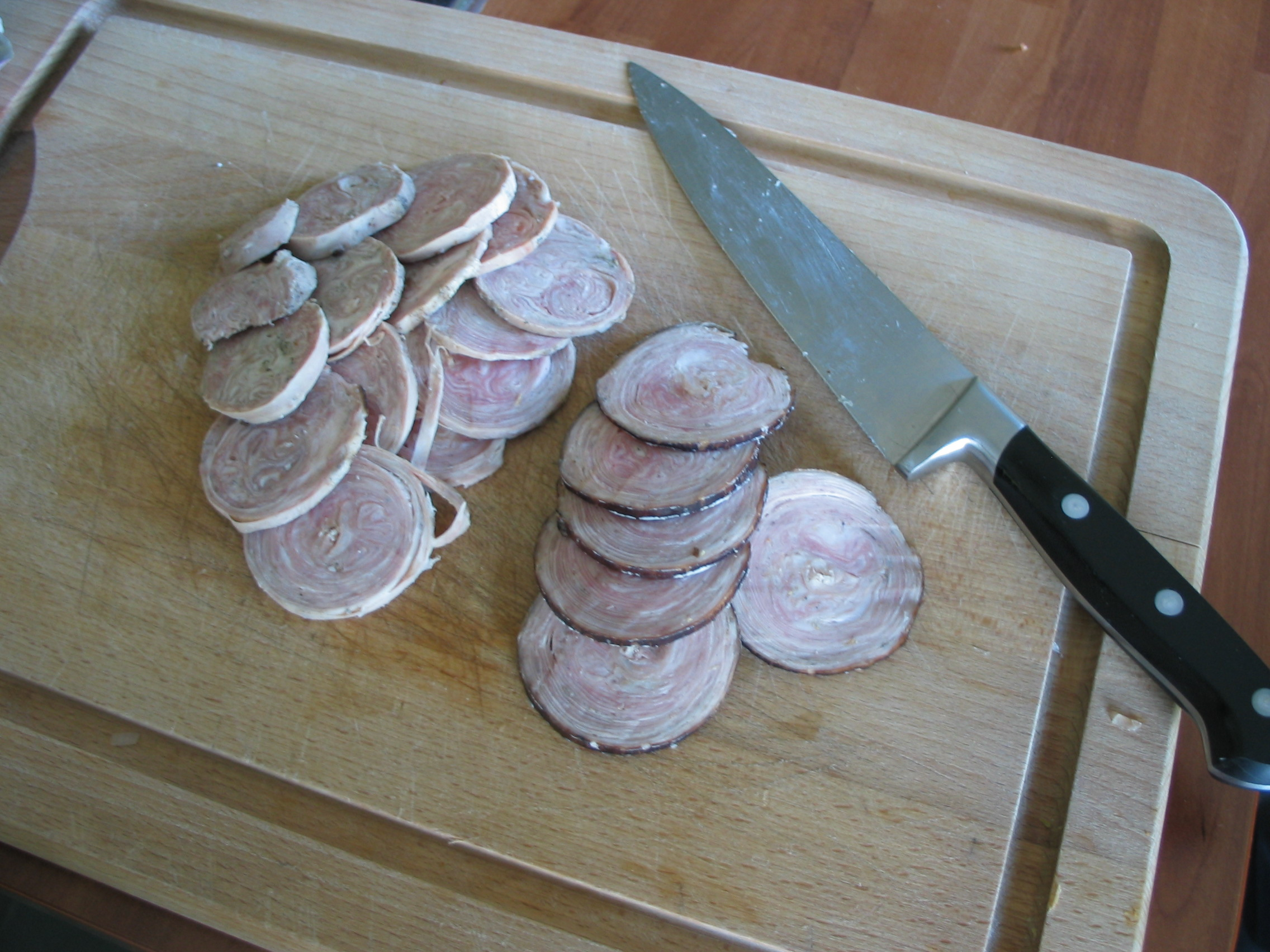
Andouille de Guémené.
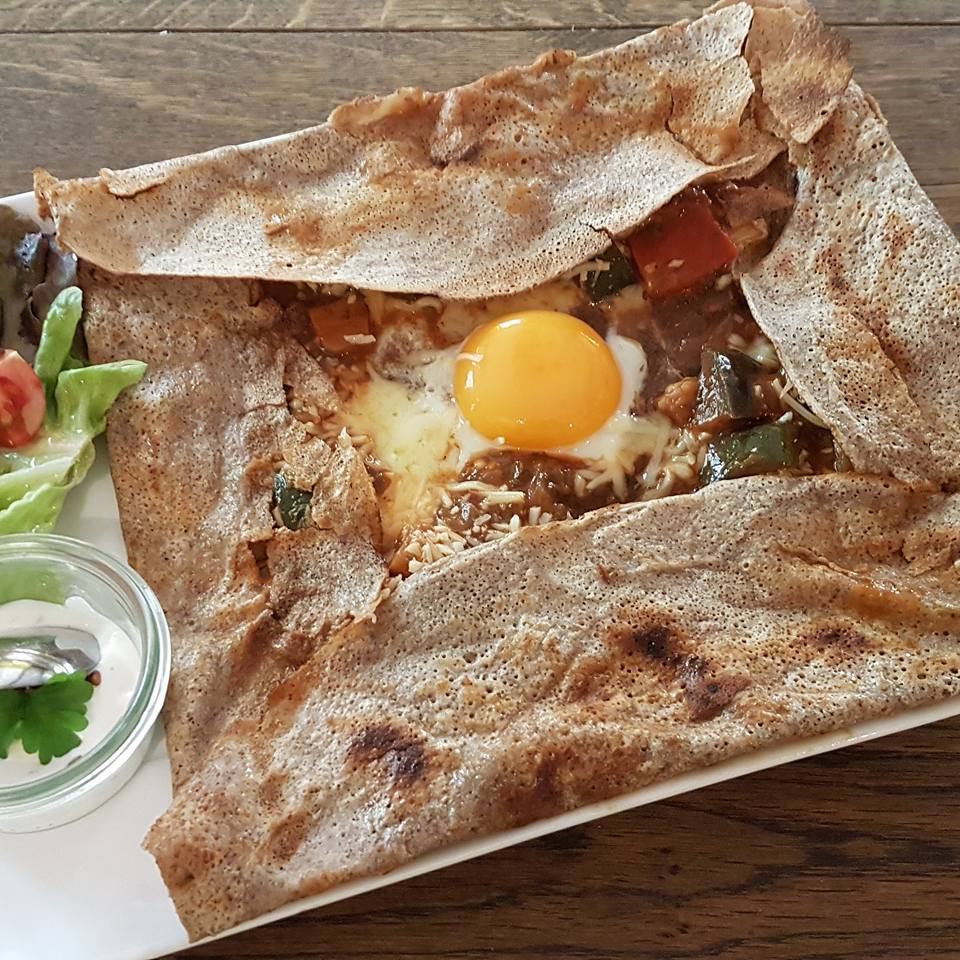
Crêpe de blé noir dans la région d'Auray.
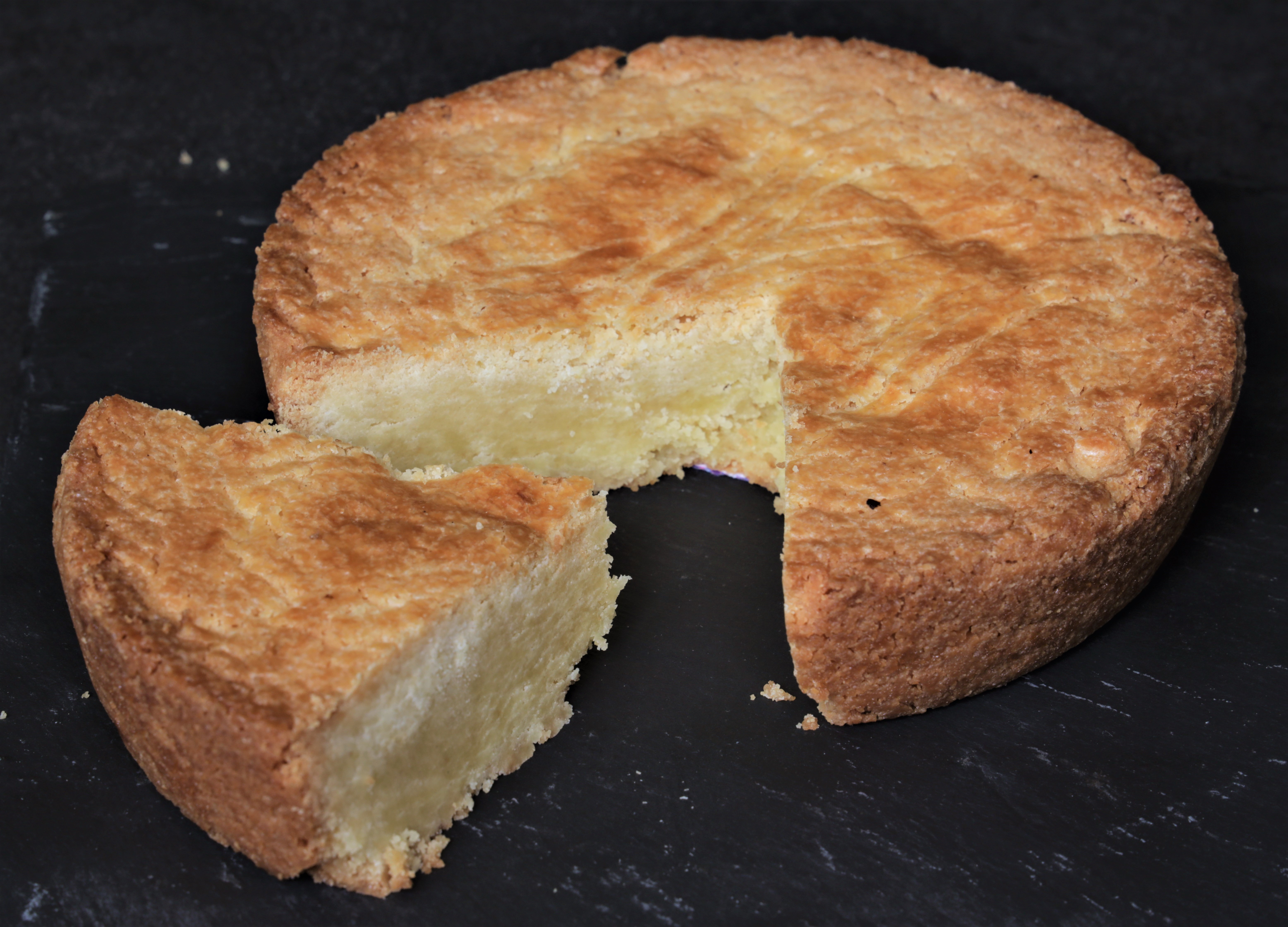
gâteau breton.
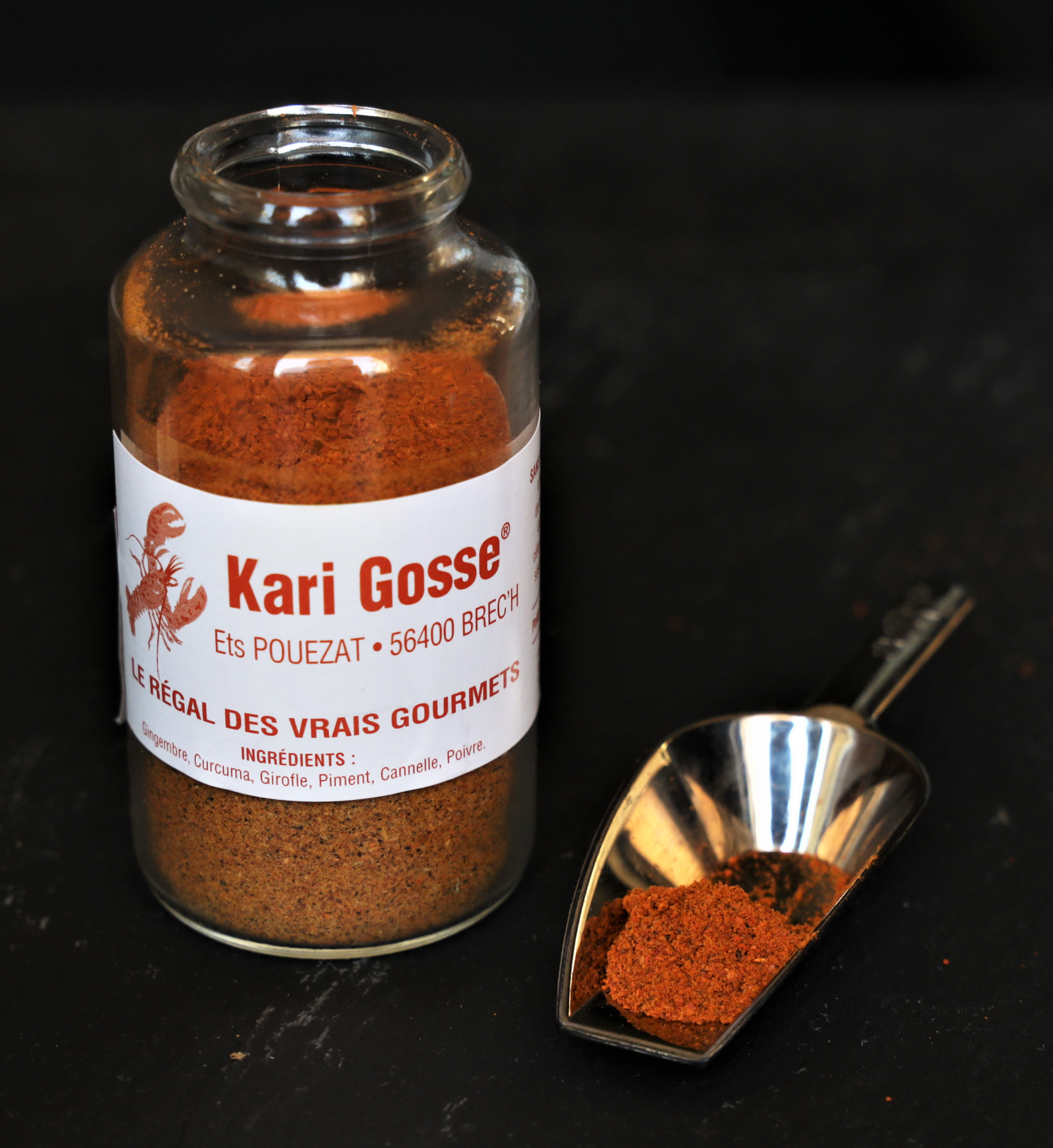
Kari Gosse.